# Умершие в июне 2023 года
Это список известных людей, соответствующих установленным критериям значимости (см. Википедия:Критерии значимости персоналий), умерших в июне 2023 года.
Причина смерти указывается лишь в исключительных случаях (убийство, самоубийство, гибель в результате военных действий, смертная казнь, ДТП или несчастные случаи). В остальных случаях — не указывается.

## 30 июня
- Александр (Яннирис) (63) — иерарх Александрийской православной церкви, епископ (1997—2004) и митрополит (c 2004) Нигерийский[1].
- Бос, Рууд[нидерл.] (87) — нидерландский композитор[2].
- Дроздов, Даррен (54) — американский эссеист, футболист и рестлер[3].
- Заздравных, Валентина Михайловна (68) — советская спортсменка (хоккей на траве), бронзовый призёр Олимпийских игр (1980)[4].
- Зорькин, Виктор Александрович (72) — советский и российский актёр, заслуженный артист Российской Федерации (1999)[5].
- Кёниг, Лэрд (95) — американский писатель и сценарист[6].
- Лёвин, Борис Алексеевич (73) — российский учёный, ректор (1997—2018) и президент (с 2018) МИИТа[7].
- Монтанер, Карлос Альберто[исп.] (80) — кубинский писатель[8].
- Муго, Мисере[англ.] (81) — кенийская писательница и сценаристка[9].
- Мусемич, Вахидин (76) — югославский футболист, серебряный призёр чемпионата Европы (1968)[10].
- Уткин, Борис Павлович (100) — советский артиллерист и военный политработник, генерал-полковник (1985)[11].
- Фарджами, Фаримах[перс.] (71) — иранская актриса[12].
- Фарр, Джуди[англ.] (84) — австралийская актриса[13].
- Lord Creator[англ.] (87) — ямайский певец и автор песен[14].

## 29 июня

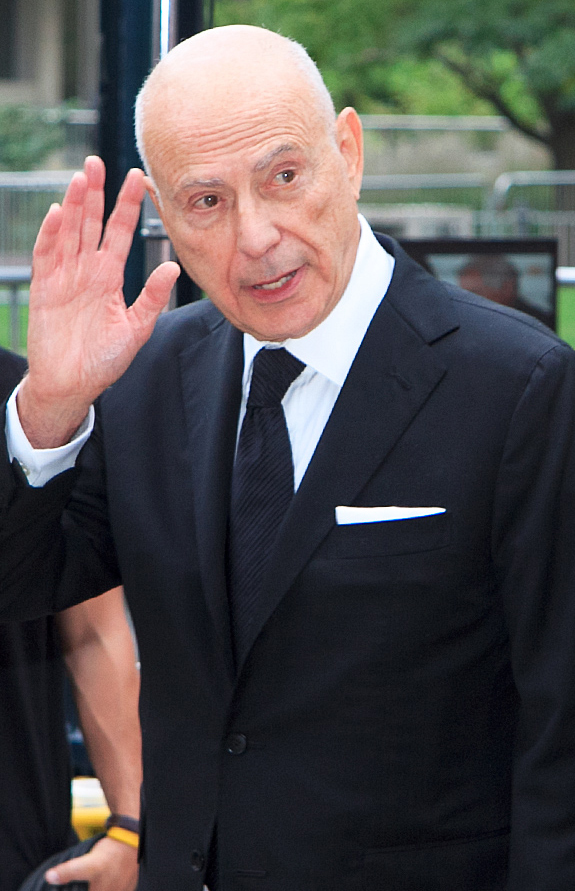
Алан Аркин

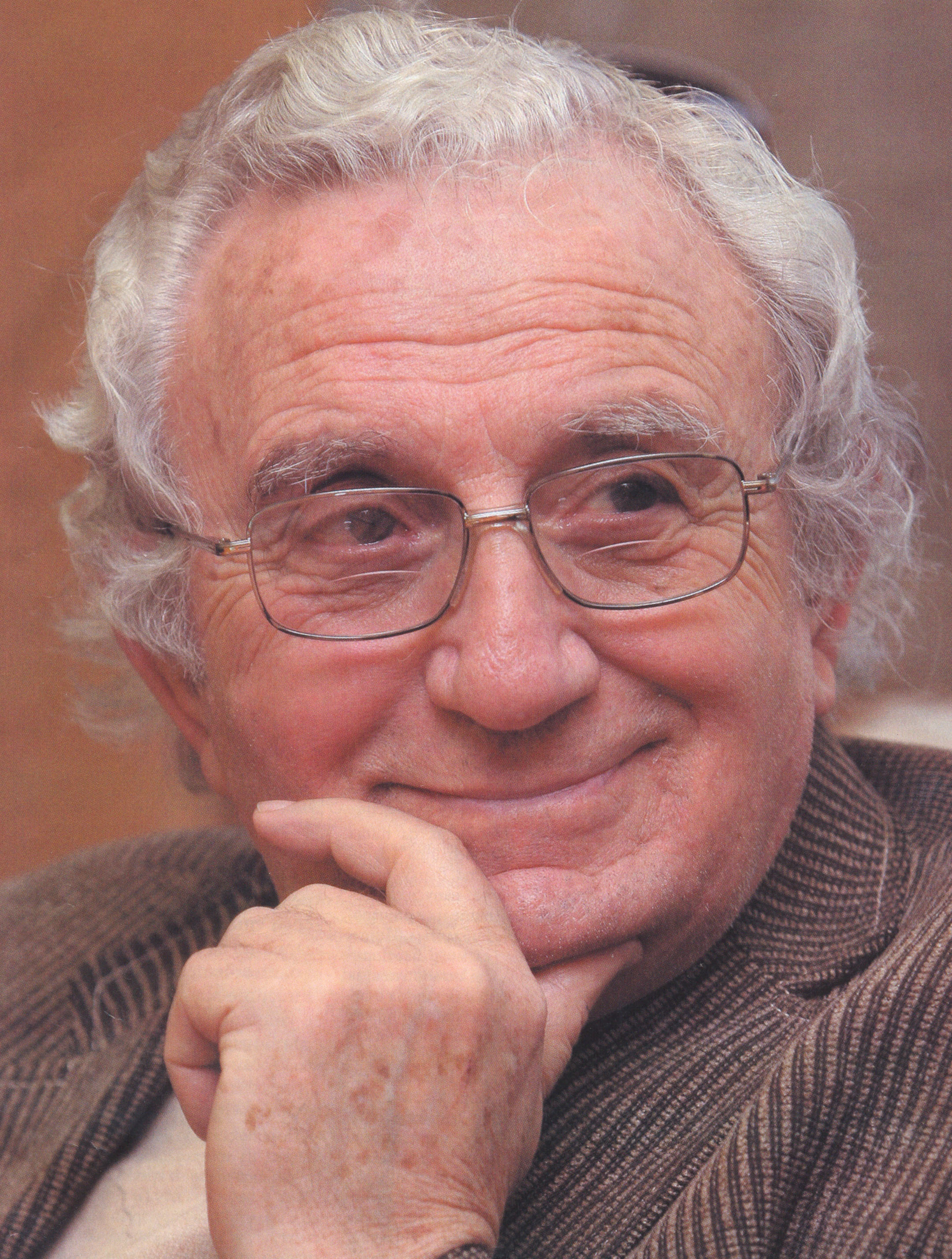
Анжел Вагенштайн

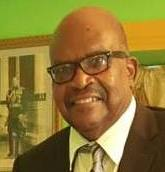
Тэпли Ситон

- Аркин, Алан (89) — американский актёр, режиссёр и сценарист, лауреат премий «Золотой глобус» (1967), «Оскар» (2007) и BAFTA (2007)[15].
- Бешкер, Инослав[хорв.] (73) — хорватский и итальянский журналист и учёный[16].
- Вагенштайн, Анжел (100) — болгарский кинорежиссёр, сценарист и писатель[17].
- Вуд, Анита (85) — американская певица и актриса[18].
- Капшук, Георгий Иванович (84) — советский политический деятель, заместитель Председателя Верховного Совета Крыма (1991)[19].
- Кинг-Фаррис, Кристин[англ.] (95) — американская правозащитница, сестра Мартина Лютера Кинга[20].
- Клугман, Харри[нем.] (82) — немецкий спортсмен-конник, бронзовый призёр Олимпийских игр (1972)[21].
- Кучкина, Ольга Андреевна (87) — российская поэтесса, журналистка и драматург[22].
- Паолинелли, Эллисон[порт.] (86) — бразильский политический деятель, министр сельского хозяйства Бразилии (1974—1979)[23].
- Разсудова, Наталья Петровна (84) — советский и российский концертмейстер, заслуженная артистка Российской Федерации (1998)[24].
- Ситон, Тэпли (72) — сент-китс и невисский политик, генерал-губернатор (2015—2023)[25].
- Филлипс-Мур, Барри (85) — австралийский теннисист и теннисный тренер, двукратный полуфиналист чемпионата Австралии по теннису в одиночном разряде[26].
- Хорбери, Питер[англ.] (73) — британский автомобильный дизайнер[27].

## 28 июня
- Бенхалдун, Сумия[араб.] (60) — марокканская общественная деятельница, борец за права женщин[28].
- Иябо Око[англ.] (62) — нигерийская актриса[29].
- Мальцева, Надежда Елизаровна (78) — советский и российский поэт, переводчик[30].
- Никитинский, Юрий Владимирович (52) — украинский детский писатель, поэт и журналист[31].
- Нуньес-Маланьяон, Корасон[англ.] (73) — филиппинская политическая деятельница, член Палаты представителей Филиппин, губернатор провинции Восточный Давао (2007—2016, с 2022)[32].
- Окородуду, Джерри[англ.] (64) — нигерийский боксёр, участник летних Олимпийских игр 1984 года[33].
- Ригель Кеннет[англ.] (85) — американский оперный певец (тенор)[34].
- Сера Диалло, Рабиату (73) — гвинейская профсоюзная активистка, генеральный секретарь Национальной конфедерации рабочих Гвинеи[35].
- Уайкер, Лоуэлл (92) — американский политик, сенатор США от штата Коннектикут (1971—1989), губернатор штата Коннектикут (1991—1995)[36].
- Фернандес, Талина[исп.] (78) — мексиканская актриса[37].

## 27 июня
- Бьери, Петер[исп.] (79) — швейцарский философ и писатель[38].
- Брито, Хоана[исп.] (76) — мексиканская актриса[39]
- Кунстман, Иван Владимирович (50) — советский и российский игрок в хоккей с мячом[40].
- Лупи, Итало[итал.] (89) — итальянский графический дизайнер, двукратный лауреат премии Compasso d’Oro[41].
- Одайник, Семён Елизарович (84) — молдавский художник-геральдист[42].
- Осборн, Бобби[англ.] (91) — американский музыкант стиля блюграсс[43].
- Севилья, Кармен[исп.] (92) — испанская актриса и певица[44].
- Семендяева, Нина Вячеславовна (80) — советский и российский почвовед-эколог, заслуженный деятель науки Российской Федерации (1996)[45].
- Томпсон, Макс (66) — английский футболист[46].
- Шивашанкар[англ.] (90) — индийский кинорежиссёр[47].

## 26 июня

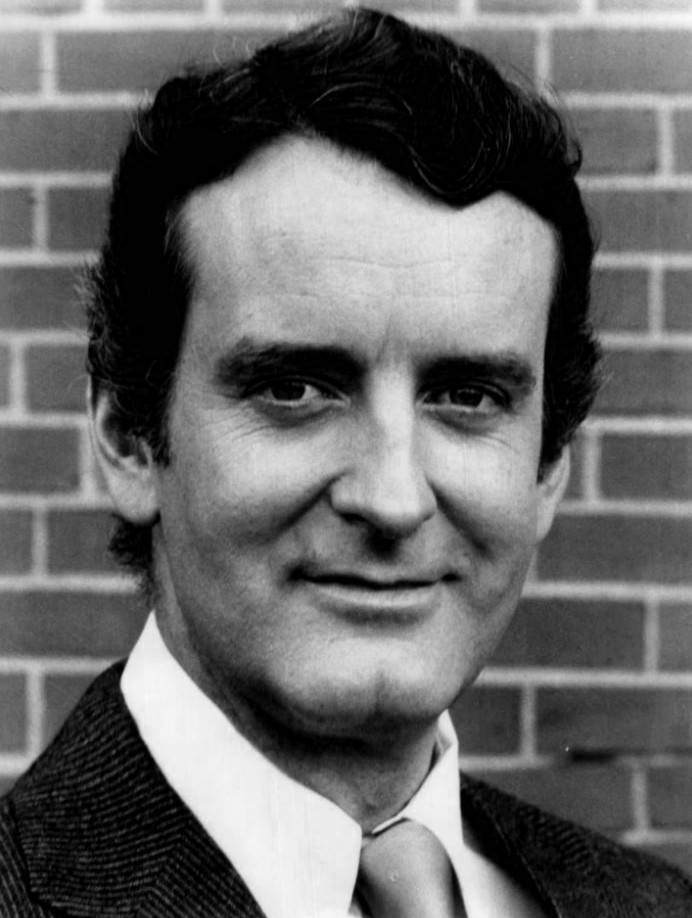
Николас Костер

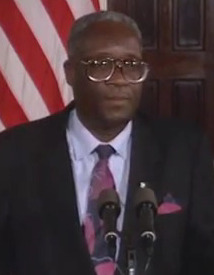
Ллойд Эрскин Сэндифорд

- Айшер, Робин[англ.] (89) — британский яхтсмен, бронзовый призёр Олимпийских игр (1968)[48].
- Ботам, Бадди (88) — американский кинооператор[49].
- Браун, Крейг (82) — шотландский футболист и футбольный тренер[50].
- Дубей, Хардвар[англ.] (73) — индийский политик, депутат Раджья сабхи (с 2020)[51].
- Карцев, Юрий Николаевич (74) — российский архитектор, заслуженный архитектор Российской Федерации (1998), почётный член РААСН[52].
- Костер, Николас (89) — американский актёр[53].
- Лакан, Изабель (68) — французская писательница, певица и актриса[54].
- Огилви, Дэвид, 13-й граф Эйрли (97) — шотландский пэр и придворный, лорд-камергер (1984—1997), лорд-лейтенант округа Ангус (1989—2001)[55].
- Седов, Владимир Владимирович (35) — казахстанский тяжелоатлет; самоубийство[56].
- Сэндифорд, Ллойд Эрскин (86) — барбадосский политический деятель, премьер-министр (1987—1994)[57].
- Ченовет, Флоренс[англ.] (78) — либерийский государственный деятель, министр сельского хозяйства (1977—1980, 2009—2015)[58].

## 25 июня

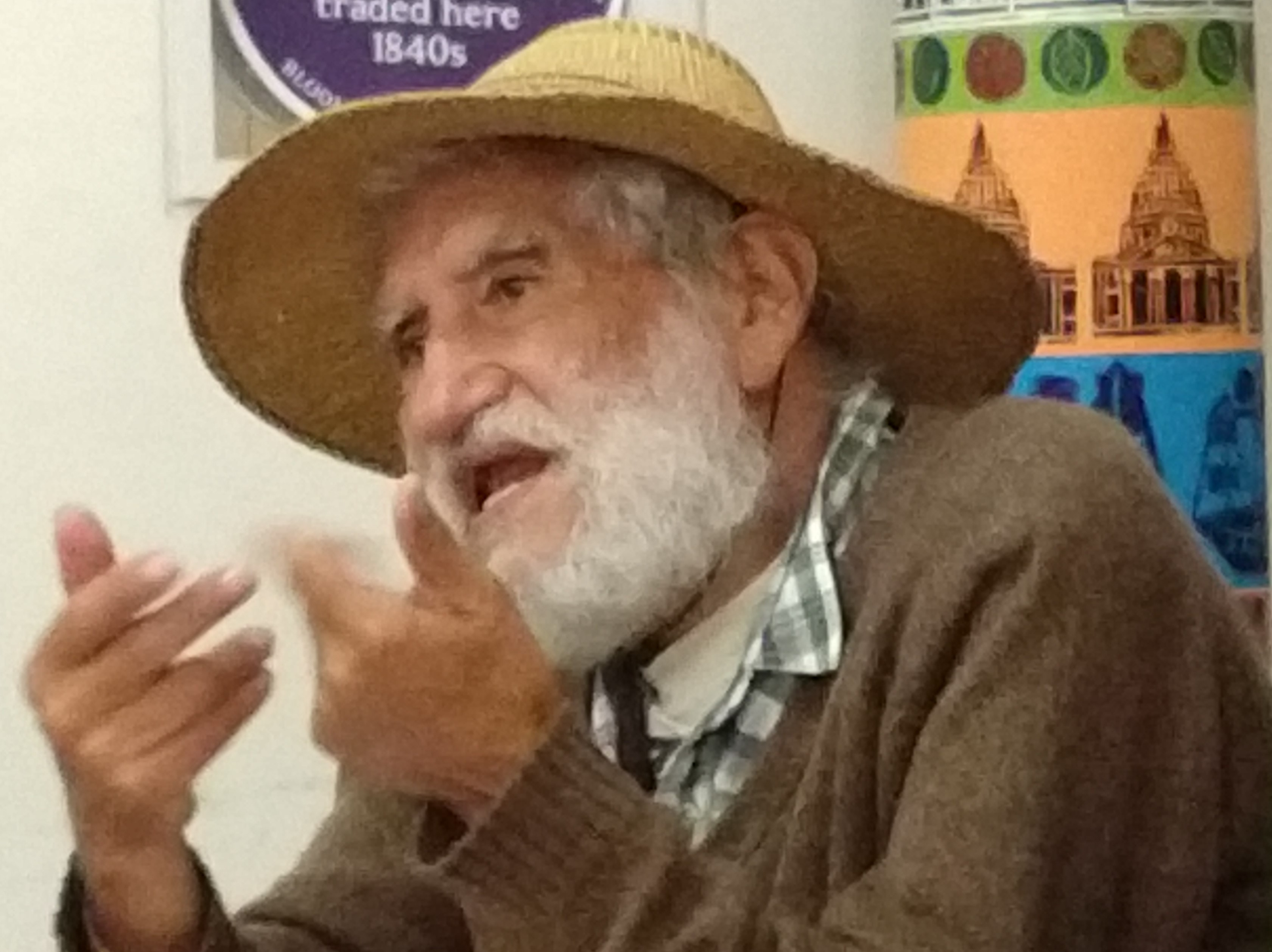
Уго Бланко

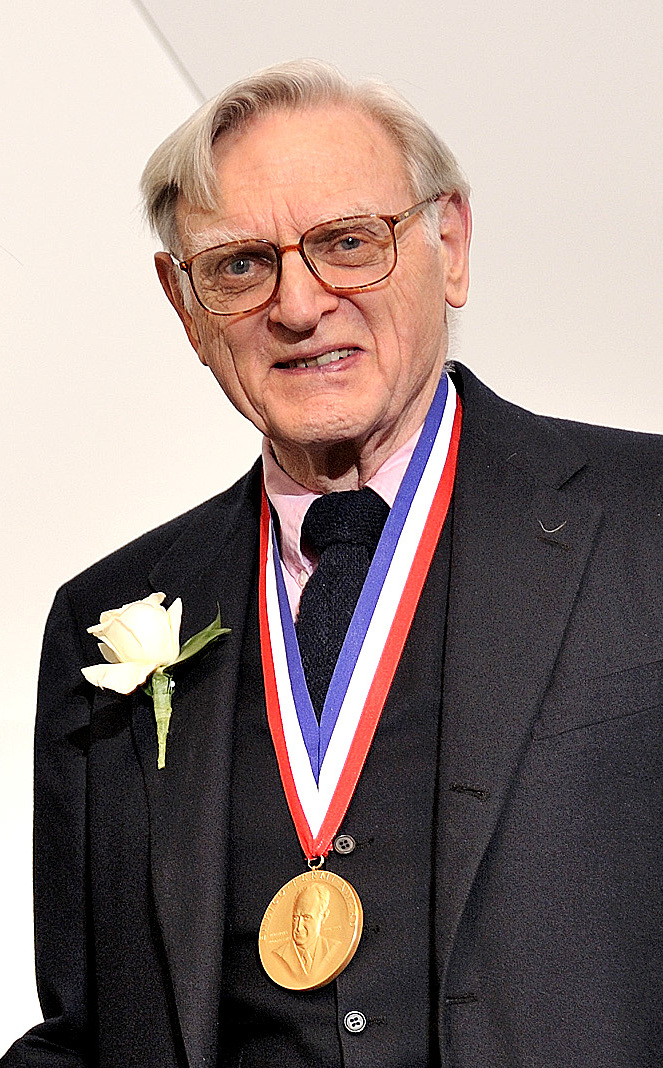
Джон Гуденаф

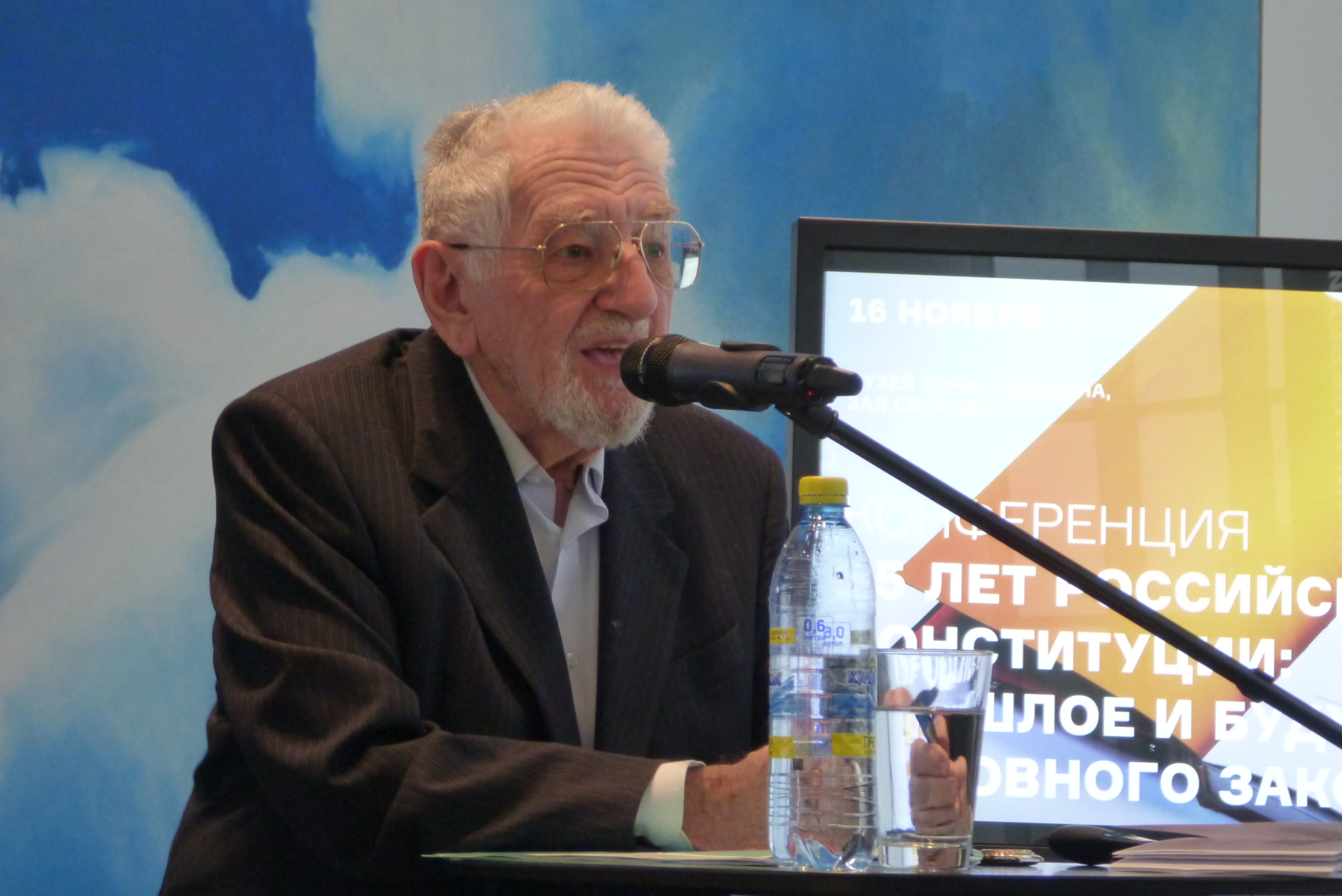
Виктор Шейнис

- Бланко, Уго (88) — перуанский политический деятель[59].
- Бюзинг, Вилли[нем.] (102) — немецкий спортсмен-конник, серебряный и бронзовый призёр Олимпийских игр (1952)[60].
- Гуденаф, Джон (100) — американский материаловед, член НАН США (2012), лауреат Нобелевской премии по химии (2019)[61].
- Дункер, Вильям[фр.] (64) — бельгийский поп-певец[62].
- Крин, Саймон[англ.] (74) — австралийский политик, глава ряда министерств (1990—1996, 2007—2013), лидер Лейбористской партии (2001—2003), член Палаты представителей (1990—2013)[63].
- Равич, Ричард[англ.] (89) — американский бизнесмен и политический деятель, вице-губернатор штата Нью-Йорк (2009—2010)[64].
- Сингх, Радж Каран[англ.] (87) — индийский политический деятель, депутат Лок сабхи (1984—1989)[65].
- Систьяга, Хосе Антонио[англ.] (91) — испанский художник и кинорежиссёр[66].
- Скачедуб, Роза Гавриловна (99) — советский и российский акушер-гинеколог[67].
- Станоев, Янко[болг.] (78) — болгарский писатель[68].
- Шейнис, Виктор Леонидович (92) — советский и российский экономист и политолог, один из авторов Конституции Российской Федерации, сооснователь партии «Яблоко»[69].
- Явна, Виктор Анатольевич (70) — российский физик[70].

## 24 июня

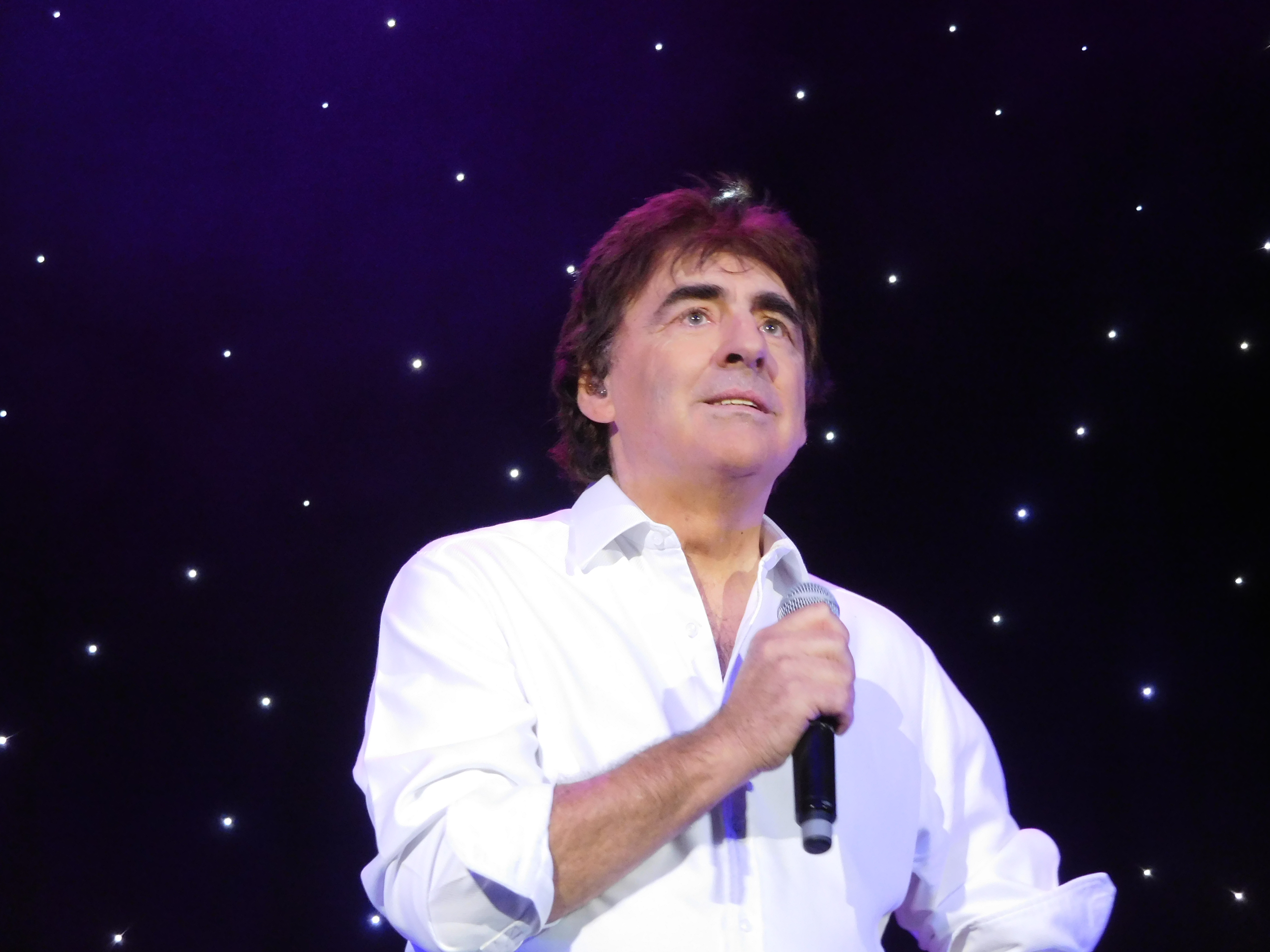
Клод Барцотти

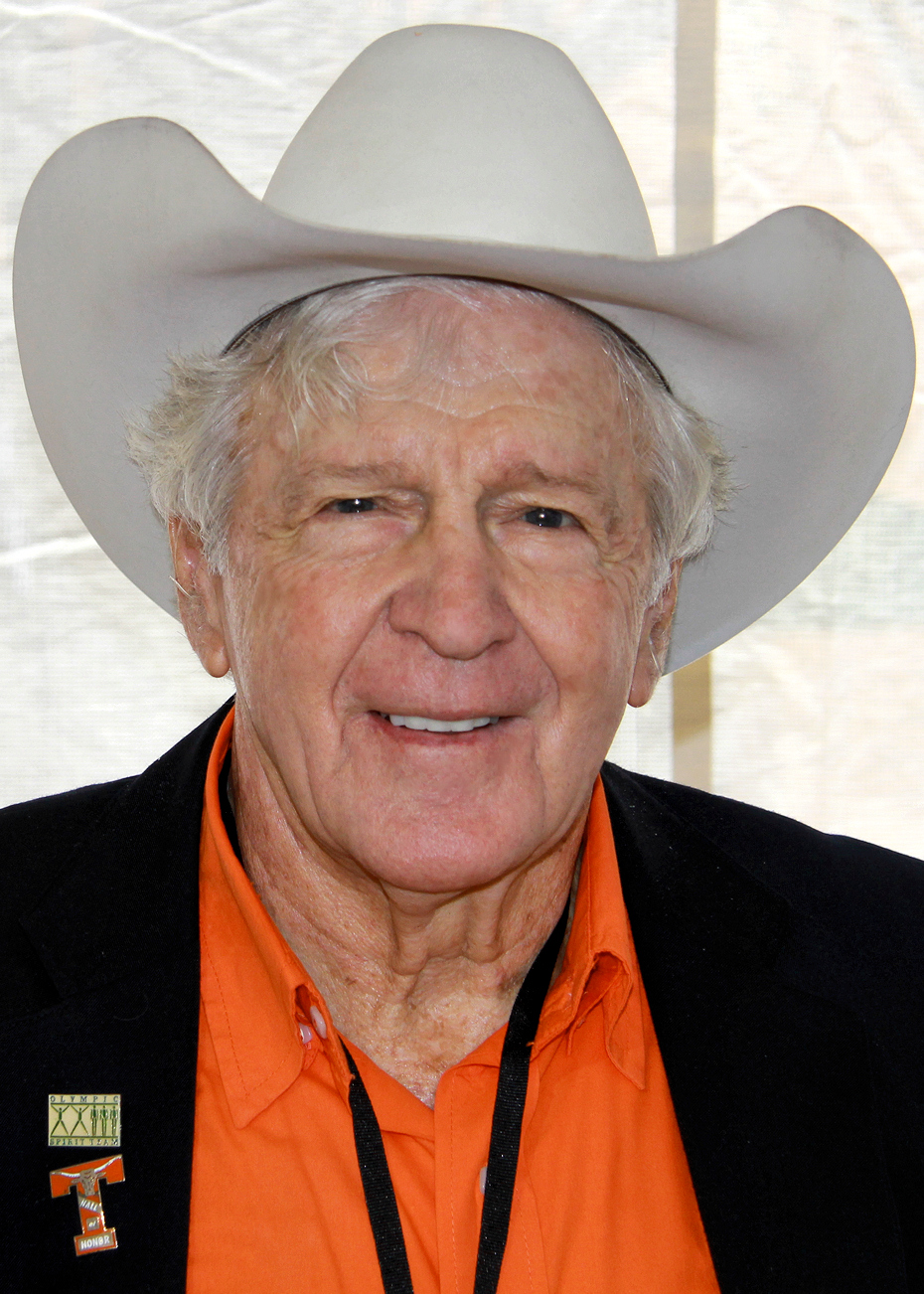
Дин Смит

- Барцотти, Клод (69) — бельгийский певец[71].
- Инсам, Лео[итал.] (48) — итальянский хоккеист, участник Олимпийских игр (1994, 1998)[72].
- Макдонаг, Маргарет, баронесса Макдонаг[англ.] (61) — британская аристократка, член Палаты лордов (с 2004), генеральный секретарь Лейбористской партии (1998—2001)[73].
- Мунк, Троэльс[дат.] (78) — датский актёр[74].
- Норвайшас, Арунас Альгимантас (59) — советский и литовский шашист, чемпион мира (2015), гроссмейстер (2016)[75].
- Поцхишвили, Гелоди (78) — советский и грузинский танцор, хореограф и балетмейстер[76].
- Руссель, Седрик (45) — бельгийский футболист[77].
- Смит, Дин (91) — американский спринтер, олимпийский чемпион (1952)[78].
- Хит, Доди[англ.] (96) — американская актриса[79].
- Якар, Рашель (87) — французская оперная певица (сопрано)[80].
- Ян Телян[кит.] (93) — глава Верховного суда Гонконга[англ.] (1988—1996)[81].
- Деменев, Валерий Анатольевич (27) — украинский военнослужащий, младший сержант, участник российско-украинской войны, Герой Украины (2025, посмертно); погиб в бою.

## 23 июня

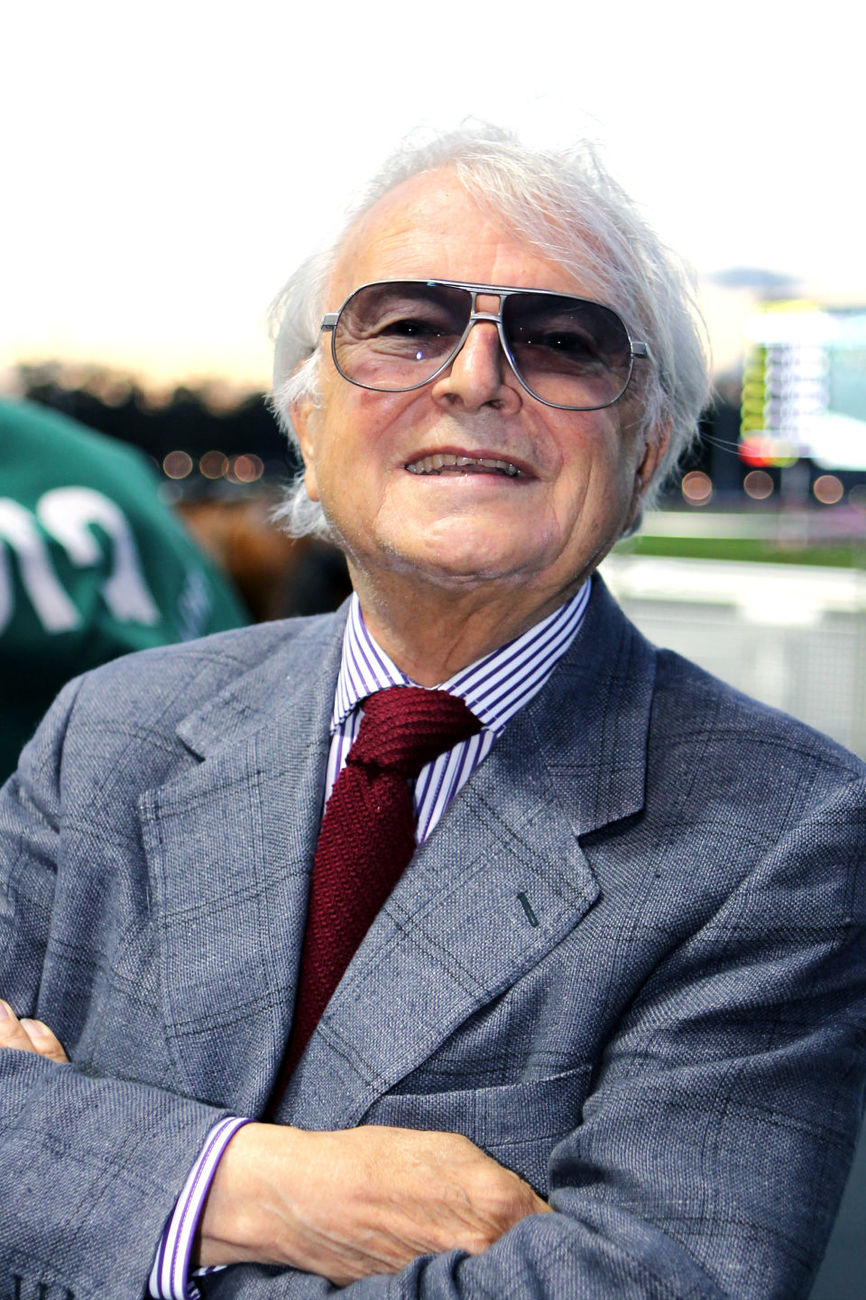
Поль Де Сенневиль

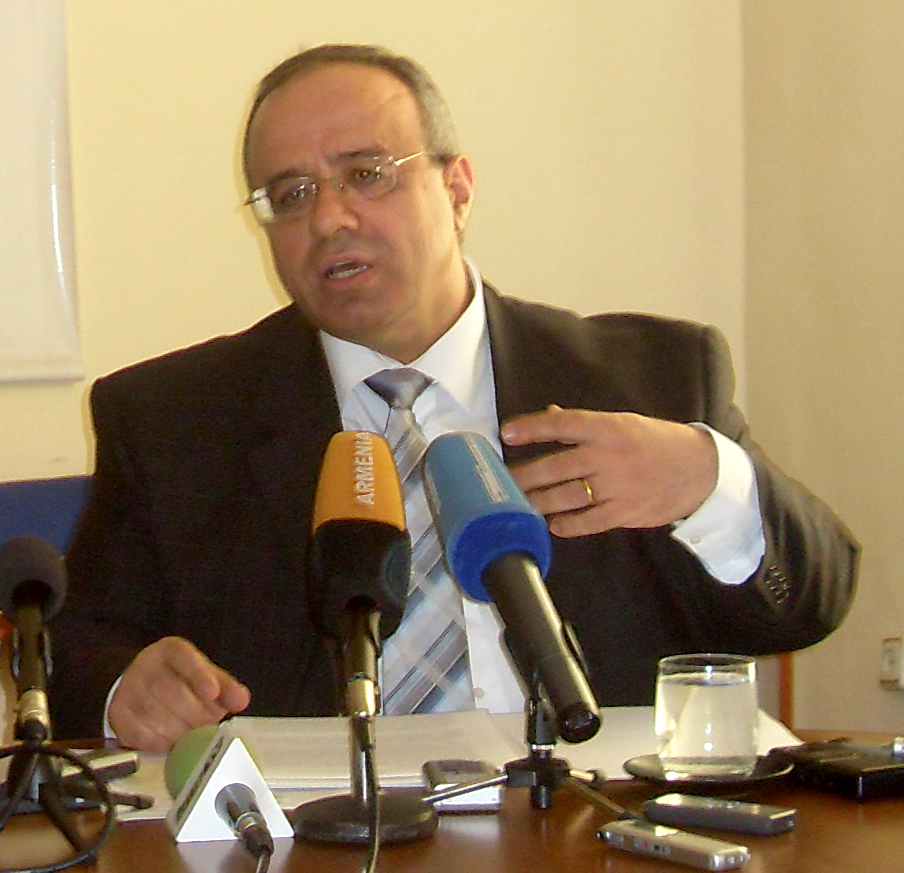
Серго Ерицян

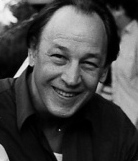
Фредерик Форрест

- Аштиани Араги, Мухаммад Реза[перс.] (82) — иранский шиитский богослов и политический деятель, депутат Исламского консультативного совета (2004—2016)[82].
- Бетта Сент-Джон (93) — американская актриса, певица и танцовщица[83].
- Ворожцова, Марина Владимировна (65) — российская флейтистка, заслуженная артистка Российской Федерации (2003)[84].
- Гаттеллари, Роки[англ.] (81) — австралийский боксёр, участник Олимпийских игр (1960)[85].
- Де Сенневиль, Поль (89) — французский композитор и музыкальный продюсер[86].
- Дин, Марджа (101) — американская актриса, продюсер, модель и бизнесвумен[87].
- Ерицян, Серго Саркисович (66) — армянский политический деятель, министр образования и науки (2003—2006)[88].
- Индревик, Георг[англ.] (83) — норвежский политический деятель, депутат Стортинга (2001—2009)[89].
- Ким, Джимми[англ.] (56) — американский тхэквондист, победитель показательных соревнований на Олимпийских играх (1988), серебряный призёр чемпионата мира (1987)[90].
- Коларов, Любомир[болг.] (79) — болгарский журналист, политик и общественный деятель, депутат Народного собрания (1995—1997)[91].
- Луковац, Бранко[англ.] (79) — черногорский дипломат, министр иностранных дел (1979—1985, 2000—2002)[92].
- Нейхолт, Виллем[нидерл.] (88) — нидерландский актёр[93].
- Оянсиву, Кунто[фин.] (63) — финский актёр[94].
- Перескоков, Юрий Валентинович (60) — советский и российский футболист и футбольный тренер[95].
- Силикам, Манамуру[англ.] (49) — камерунская политическая деятельница, депутат Национального собрания (с 2020)[96].
- Форрест, Фредерик (86) — американский актёр[97].
- Харник, Шелдон Майер[англ.] (99) — американский автор текстов и песен, лауреат Пулитцеровской премии (1960)[98].
- Чугунов, Афанасий Васильевич (85) — советский и российский селекционер животных, доктор сельскохозяйственных наук (1984), профессор (1985), заслуженный деятель науки Российской Федерации[99].

## 22 июня

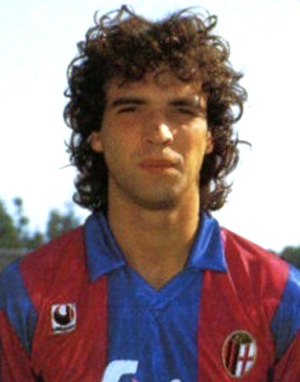
Стефан Демоль

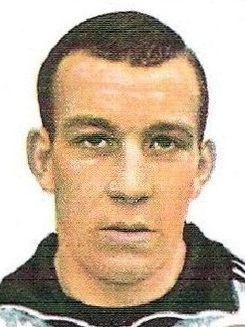
Хорст-Дитер Хёттгес

- Брёцманн, Петер[нем.] (82) — немецкий фри-джазовый музыкант[100].
- Воробьёва, Лена Ивановна (92) — советский и российский микробиолог, доктор биологических наук (1973), заслуженный профессор МГУ (2011)[101].
- Демоль, Стефан (57) — бельгийский футболист и футбольный тренер, участник чемпионатов мира (1986 и 1990)[102].
- Исхак, Иаков (85) — иракский прелат Халдейской католической церкви, архиепископ Эрбиля (1997—1999), куриальный епископ Халдея (2005—2014)[103].
- Колигер, Александр Николаевич (75) — советский и российский джазовый музыкант, заслуженный артист Татарстана (1998)[104].
- Кондратьев, Владимир Иосифович (98) — советский и украинский актёр, народный артист Украины (1994)[105].
- Марковиц, Гарри (95) — американский экономист, лауреат премии Джона фон Неймана (1989) и Нобелевской премии (1990)[106].
- Нолан, Ронни (89) — ирландский футболист[107].
- Никандр (Коваленко) (68) — епископ Русской православной церкви, епископ Звенигородский, викарий Московской епархии (1988—1997)[108].
- Паско, Делла[англ.] (74) — британский спринтер, участница Олимпийских игр (1968, 1972)[109].
- Пушкаш, Виктор[рум.] (79) — молдавский политический деятель, председатель Конституционного суда (2001—2007)[110].
- Раес, Ален[фр.] (76) — французский пианист[111].
- Рейд, Марион[англ.] (94) — канадская политическая деятельница, лейтенант-губернатор Острова Принца Эдуарда (1990—1995)[112].
- Савин, Георгий Андреевич (21) — российский хоккеист; падение с высоты[113].
- Хёттгес, Хорст-Дитер (79) — западногерманский футболист, чемпион мира (1974) и Европы (1972)[114].

## 21 июня
- Ву Кхоан[вьет.] (85) — вьетнамский политический деятель, вице-премьер (2002—2006)[115].
- Заплавный, Сергей Алексеевич (81) — советский и российский писатель, публицист и поэт[116].
- Исмагилов, Зинфер Ришатович (75) — советский и российский химик, академик РАН (2019)[117].
- Ипполито, Люсиа[порт.] (72) — бразильский политолог, журналистка и историк[118].
- Клевогин, Борис Васильевич (69) — советский и российский художник, заслуженный художник Российской Федерации (2006)[119].
- Фелетар, Драгутин[хорв.] (81) — хорватский географ, академик HAZU (2016)[120].
- Хачатрян, Виген Суренович (71) — армянский политический деятель, депутат Национального собрания (1995—1999, с 2021)[121].
- Шморгонер, Кирилл Александрович (83) — советский и российский артист балета и хореограф, заслуженный артист РСФСР (1969)[122].
- Шустаускас, Витаутас[лит.] (78) — литовский политический деятель, депутат Сейма (2000—2004)[123].
- Эскалада, Гильермо (87) — уругвайский футболист[124].
- Юинг, Винни[англ.] (93) — британская политическая деятельница, член Палаты общин (1967—1970, 1974—1979), депутат Европейского парламента (1979—1999)[125].

## 20 июня

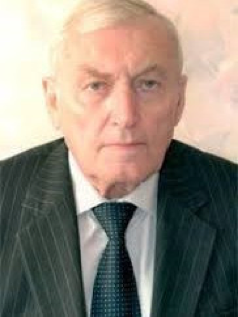
Владимир Баумейстер

- Баумейстер, Владимир Альбертович (82) — советский и казахстанский хирург, член Ассамблеи народа Казахстана, заслуженный врач Республики Казахстан[126].
- Буланкина, Лидия Рафаэльевна (59) — российский концертмейстер и педагог, заслуженная артистка Российской Федерации (2002)[127].
- Вайнар, Вратислав (92) — чехословацкий политический деятель, министр внутренних дел (1983—1988)[128].
- Вакуловский, Сергей Мстиславович (88) — советский и российский геофизик и эколог, доктор технических наук (2003)[129].
- Дзаваллоне, Паоло (90) — итальянский певец и композитор[130].
- Любомудров, Марк Николаевич (91) — русский писатель и театровед[131].
- Наговицын, Вячеслав Лаврентьевич (83) — советский и российский композитор и музыкальный педагог, заслуженный деятель искусств Российской Федерации (1999), профессор СПбГК (2007)[132].
- Рубцов, Сергей Петрович (68) — советский и российский артист цирка и акробат, заслуженный артист Российской Федерации (1993)[133].
- Сафар-уд-дин, Зейн[англ.] (85) — малайзийский шоссейный велогонщик, участник летних Олимпийских игр 1964 года[134].
- Чхве Сун Бон[кор.] (33) — южнокорейский певец; самоубийство[135].

## 19 июня

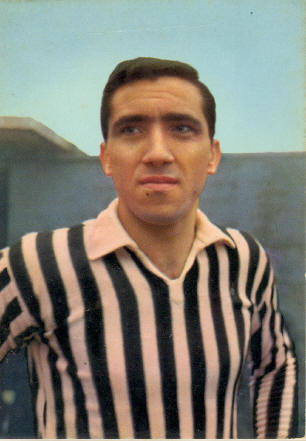
Гаэтано Троя

- Гладченко, Виктория Алексеевна (84) — советская и российская певица и музыкальный педагог, заслуженная артистка РСФСР (1989)[136].
- Дебетиу, Паулу[порт.] (77) — бразильский композитор, музыкант и певец[137].
- Маккорт, Джеймс (79) — ирландский боксёр, бронзовый призёр Олимпийских игр (1964) и чемпионата Европы (1965)[138].
- Рожков, Валентин Фёдорович (77) — советский и украинский актёр, солист Киевского академического театра оперетты. Народный артист Украины (2009)[139].
- Роу, Диана[англ.] (90) — английская спортсменка (настольный теннис), чемпионка мира (1951, 1954)[140].
- Троя, Гаэтано (78) — итальянский футболист[141].
- Филиппов, Юрий Александрович (85) — украинский гастроэнтеролог, член корреспондент НАМН Украины (1994)[142].
- Хведукас, Каролис (32) — литовский футболист[143].
- Шнаут, Габриэле[нем.] (72) — немецкая оперная певица (меццо-сопрано, драматическое сопрано)[144].

## 18 июня

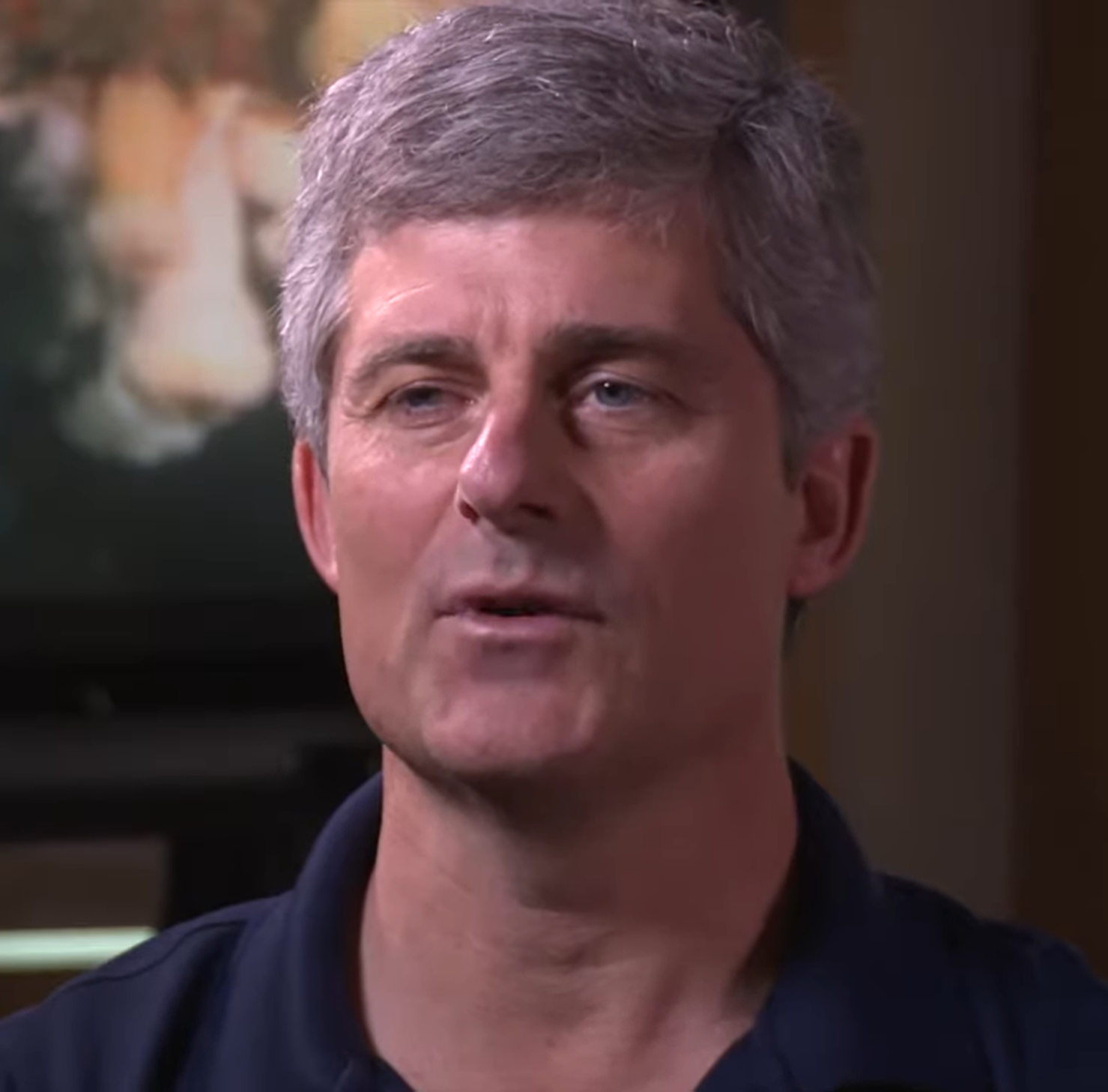
Стоктон Раш

- Балох, Шер Мухаммад[англ.] — пакистанский политический деятель, депутат Национальной ассамблеи (2002—2013)[145].
- Боков, Хажбикар Хакяшевич (88) — советский политический деятель, писатель и публицист, председатель Президиума Верховного Совета Чечено-Ингушской АССР (1973—1990)[146].
- Да Кошта Феррейра, Изабель[порт.] (49) — первая леди Восточного Тимора (2012—2017)[147].
- Пуджаппура Рави[англ.] (86) — индийский актёр[148].
- Тутубалин, Валерий Николаевич (86) — советский и российский математик, доктор физико-математических наук (1978), заслуженный профессор МГУ (2005)[149].
- Суньига, Росарио[исп.] (59) — мексиканская актриса[150].
- Цэрану, Корнел[рум.] (88) — румынский композитор, действительный член Румынской академии (2012)[151].
- Шарасс, Жерар[фр.] (79) — французский политический деятель, депутат Национального собрания (1997—2017)[152].
- Шрёдер, Бернд[нем.] (79) — немецкий писатель[153].
- Big Pokey[англ.] (48) — американский рэпер[154].
- Погибшие при крушении батискафа «Титан»[155]:
  - Давуд, Шахзада[англ.] (48) — британско-пакистанский бизнесмен, глава корпорации Dawood Hercules[англ.] и попечитель Института SETI.
  - Наржоле, Поль-Анри (77) — бывший командир французского флота, дайвер, пилот подводного аппарата, член Французского института исследований и эксплуатации моря (IFREMER), директор по подводным исследованиям E/M Group и RMS Titanic, Inc, которой принадлежат права на спасение обломков «Титаника».
  - Раш, Стоктон (61) — предприниматель США, основатель компании OceanGate, Inc., разработавшей потерпевший крушение батискаф «Титан».
  - Хардинг, Хамиш (58) — британский бизнесмен, авиатор и космический турист.

## 17 июня

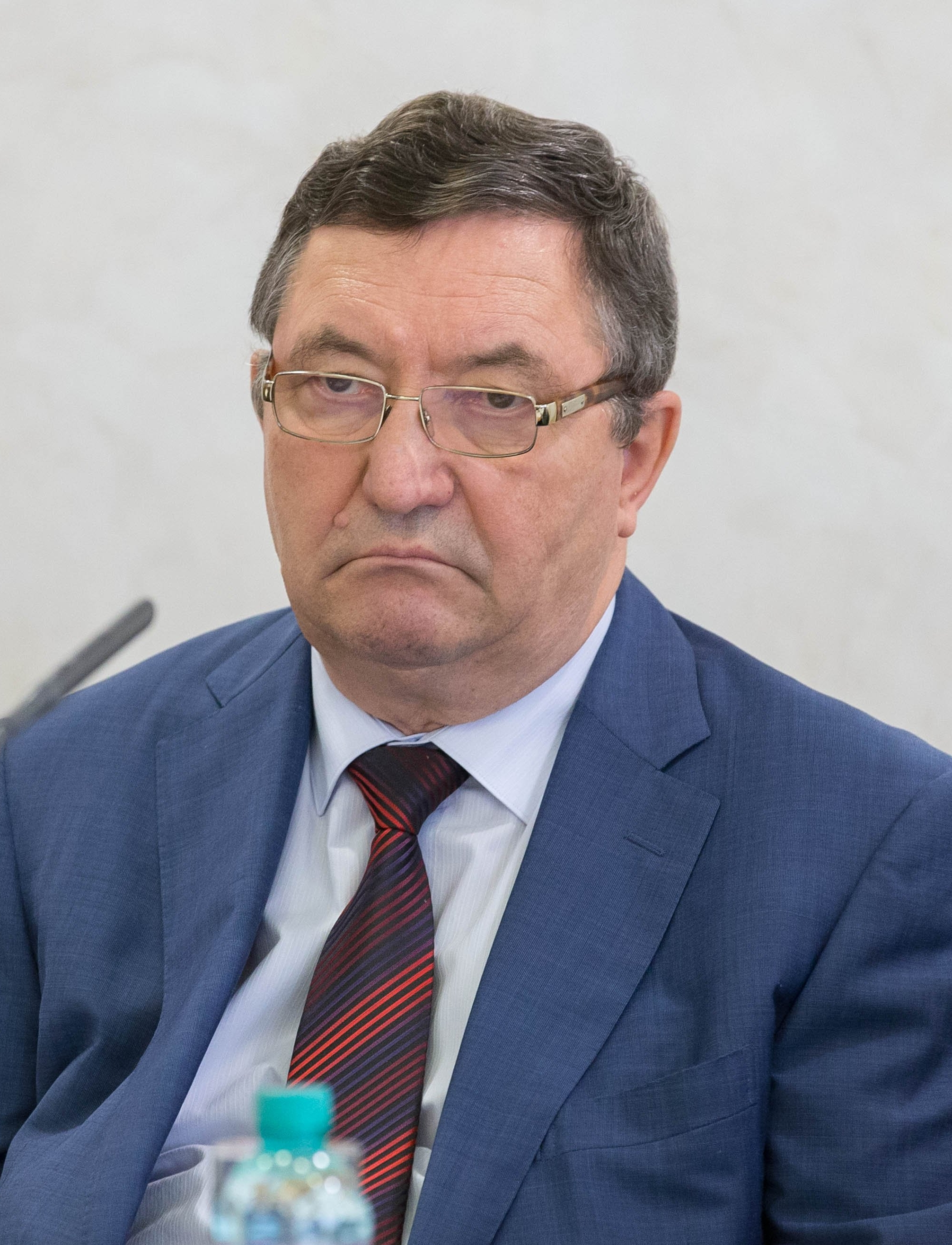
Олег Бетин

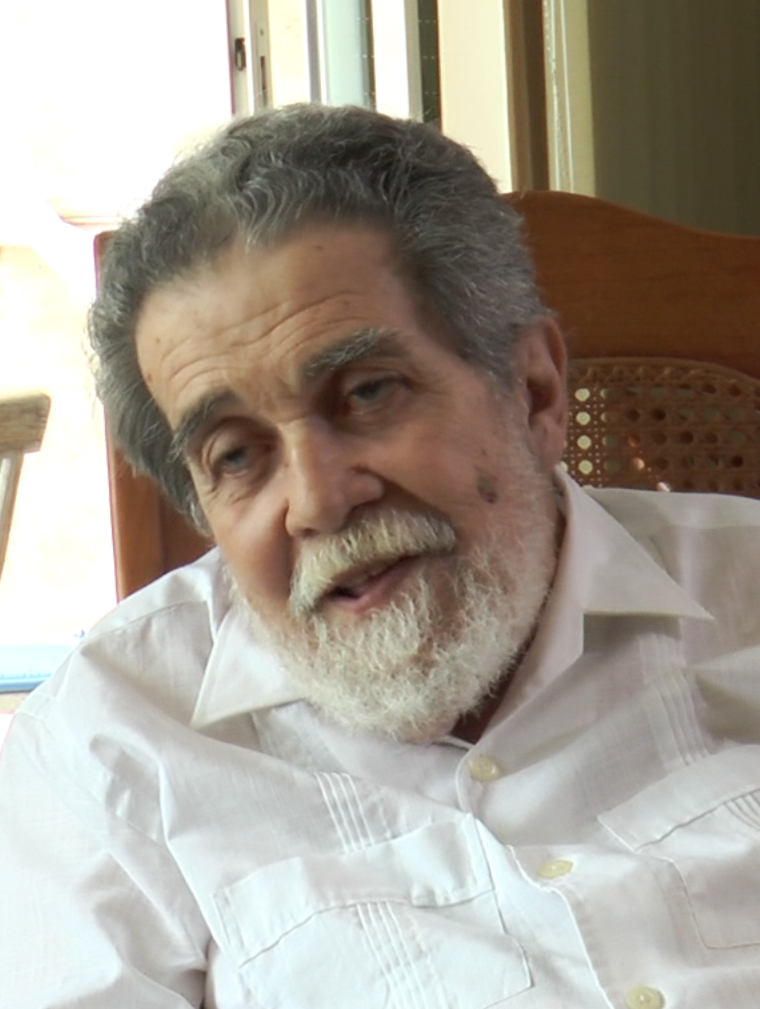
Мануэль Диас Мартинес

- Арах-Амоко, Стелла[англ.] (69) — угандийский юрист, судья Верховного суда (с 2013)[156].
- Бетин, Олег Иванович (72) — российский государственный деятель, глава администрации Тамбовской области (1995, 1999—2015)[157].
- Диас Мартинес, Мануэль (86) — кубино-испанский поэт, журналист и дипломат[158].
- Клинишов, Григорий Емельянович (92) — советский и российский физик-ядерщик, лауреат Ленинской премии; самоубийство[159].
- Лампадариду-Поту, Мария[греч.] (89) — греческая поэтесса, прозаик и драматург[160].
- Ман, Виктор Аронович (86) — советский и российский кинорежиссёр-документалист[161].
- Прифти, Наум[алб.] (91) — албанский писатель, сценарист и эссеист[162].
- Сарваш, Юрай[словац.] (91) — словацкий актёр, режиссёр и сценарист[163].
- Хогенсен, Ингве[норв.] (84) — норвежский профсоюзный функционер, глава Конфедерации профсоюзов Норвегии (1989—2001)[164].
- Хопкинс, Майкл[англ.] (88) — британский архитектор[165].
- Штамм, Вальтер[нем.] (81) — австрийский футболист (о смерти объявлено в этот день)[166].

## 16 июня

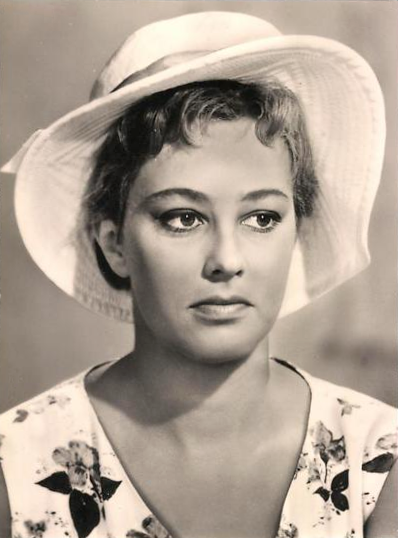
Ханна Зембжуская

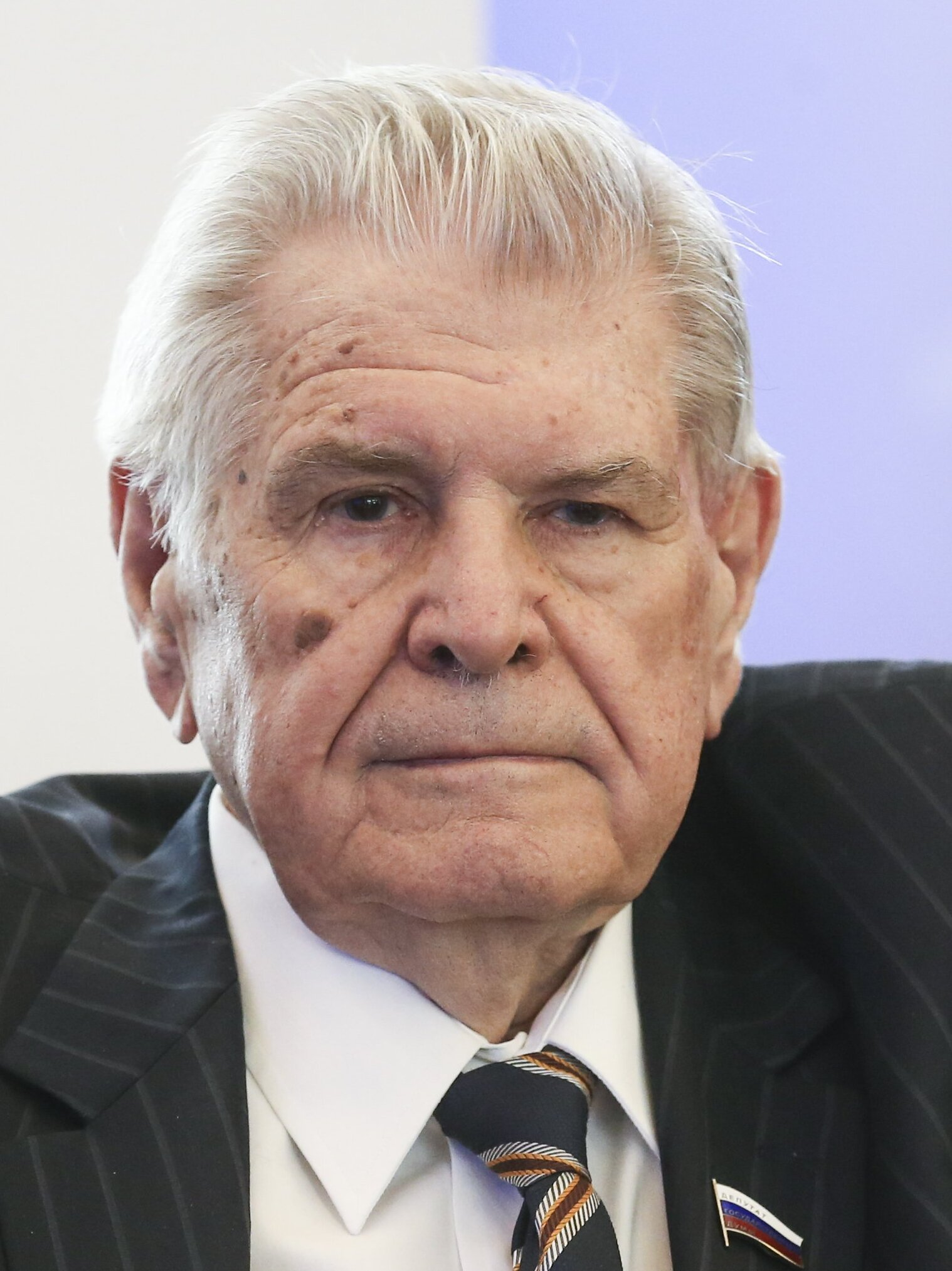
Геннадий Кулик

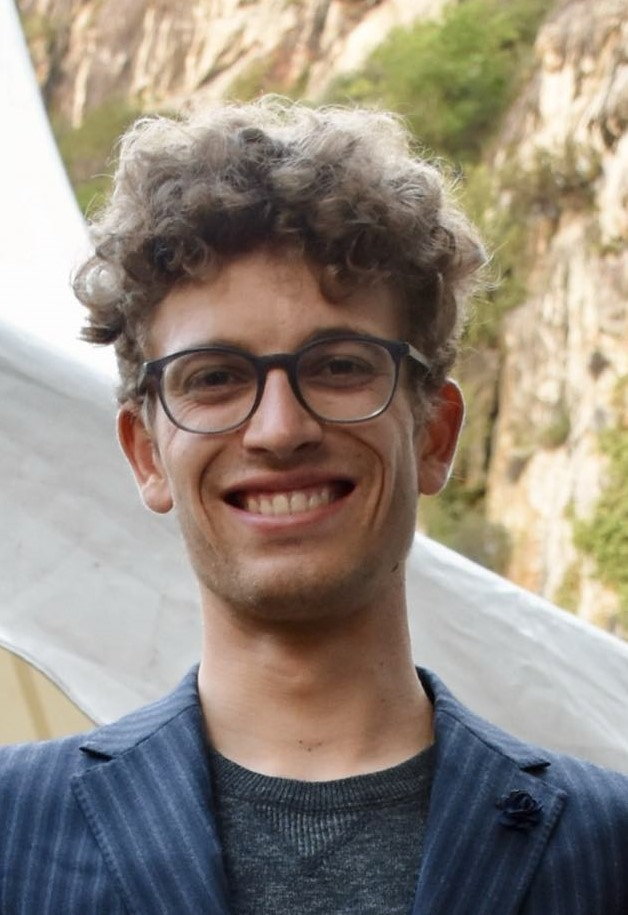
Джино Медер

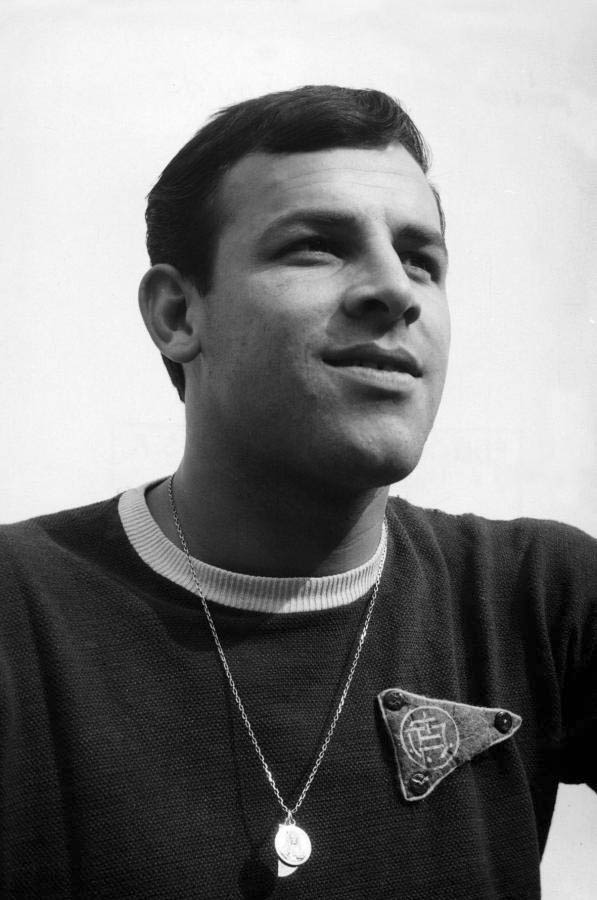
Альфредо Рохас

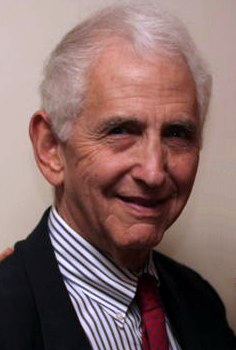
Даниэль Эллсберг

- Волков, Всеволод Платонович[нем.] (97) — мексиканский химик, общественный деятель, внук Льва Троцкого и директор Дома-музея его памяти в Мексике[167].
- Дас, Анади Харан[англ.] (88) — индийский политический деятель, депутат Лок Сабхи[168].
- Де Анджелис, Никола[англ.] (84) — канадский католический прелат, епископ Питерборо (2002—2014)[169].
- Дикинсон, Питер[англ.] (88) — британский композитор и музыковед[170].
- Зембжуская, Ханна (88) — польская актриса[171].
- Кулик, Геннадий Васильевич (88) — российский политический деятель, депутат Государственной думы (1993—1998, 1999—2020)[172].
- Ливератос, Димитрис (95/96) — греческий политический и профсоюзный деятель[173].
- Медер, Джино (26) — швейцарский профессиональный шоссейный и трековый велогонщик; несчастный случай[174].
- Погребняков, Василий Афанасьевич (98) — советский передовик производства, Герой Социалистического Труда (1973)[175].
- Рохас, Альфредо Уго (86) — аргентинский футболист[176].
- Торн, Анджела[англ.] (84) — британская актриса[177].
- Уайтхед, Пэкстон[англ.] (85) — британский актёр[178].
- Хелфготт, Бен[англ.] (93) — британский тяжелоатлет, участник летних Олимпийских игр (1956, 1960)[179].
- Эллсберг, Даниэль (92) — американский военный аналитик, передавший прессе «Документы Пентагона»[180].

## 15 июня

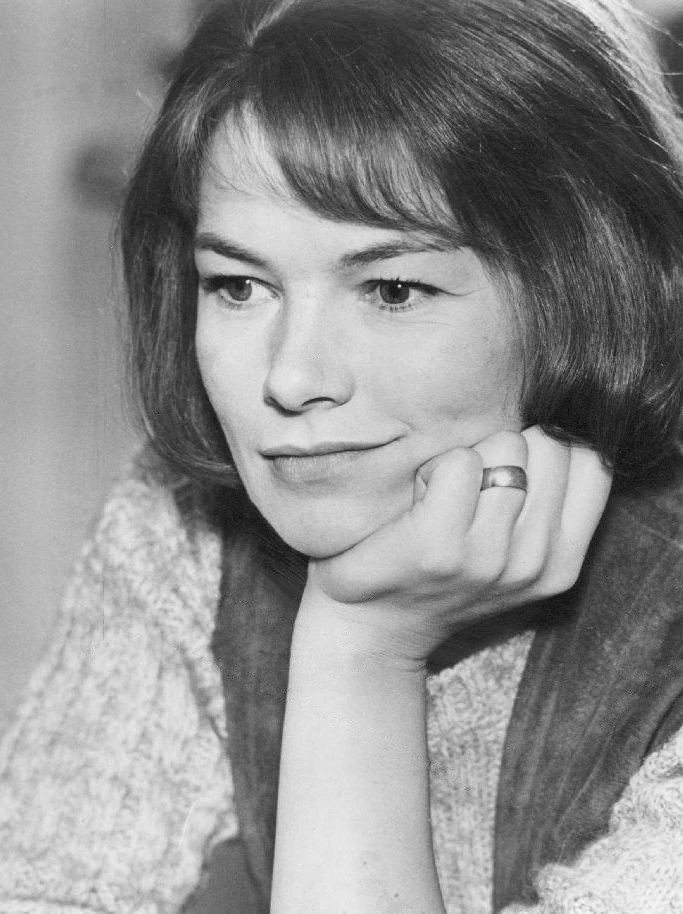
Гленда Джексон

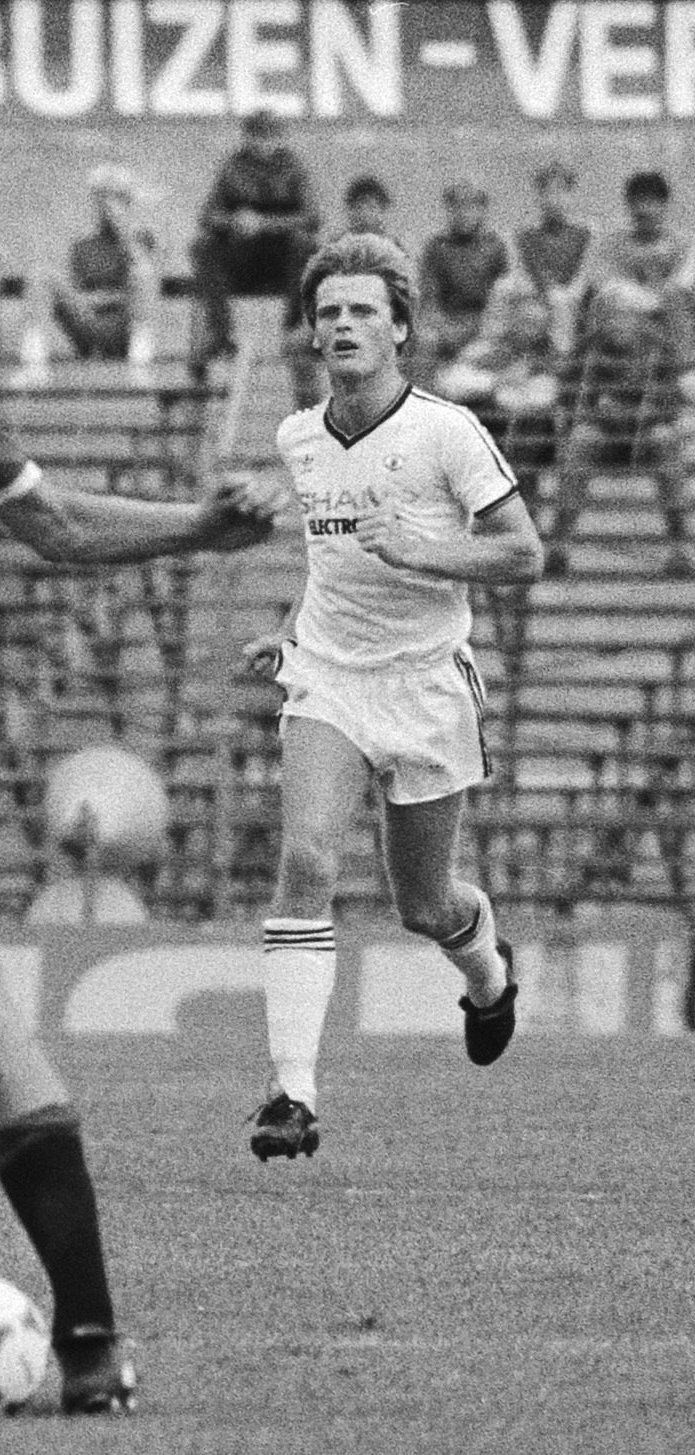
Гордон Маккуин

- Айпельтауэр, Беатрикс[нем.] (93) — австрийский политик, депутат Национального совета (1975—1983)[181].
- Джексон, Гленда (87) — британская актриса и политик, обладательница премий «Оскар», «Золотой глобус», «Эмми» и «Тони»[182].
- Динерс, Роберт (45) — латвийский искусствовед и скульптор[183].
- Дунгу, Георге (94) — румынский футболист[184].
- Кодзакура, Кёко[яп.] (88) — японская актриса[185].
- Маккуин, Гордон (70) — шотландский футболист и футбольный тренер[186].
- Мелехувна, Зофия[пол.] (97) — польская актриса[187].
- Триплетт, Дональд[англ.] (89) — первый в мире человек, которому был диагностирован аутизм[188].
- Урбанковский, Богдан[пол.] (80) — польский писатель[189].
- Хадсон, Брет[англ.] (49) — австралийский спортивный гимнаст, участник летних Олимпийских игр 1996 года[190].
- Харди, Джеймс[англ.] (90) — австралийский бизнесмен и яхтсмен, участник Олимпийских игр (1968)[191].
- Хёг, Ева[фин.] (95) — финская лыжница, участница зимних Олимпийских игр (1960)[192].
- Шмелёва, Евгения Владимировна (90) — советская актриса и певица, участница вокального трио «Сёстры Шмелёвы»[193].

## 14 июня

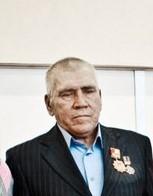
Николай Свиридов

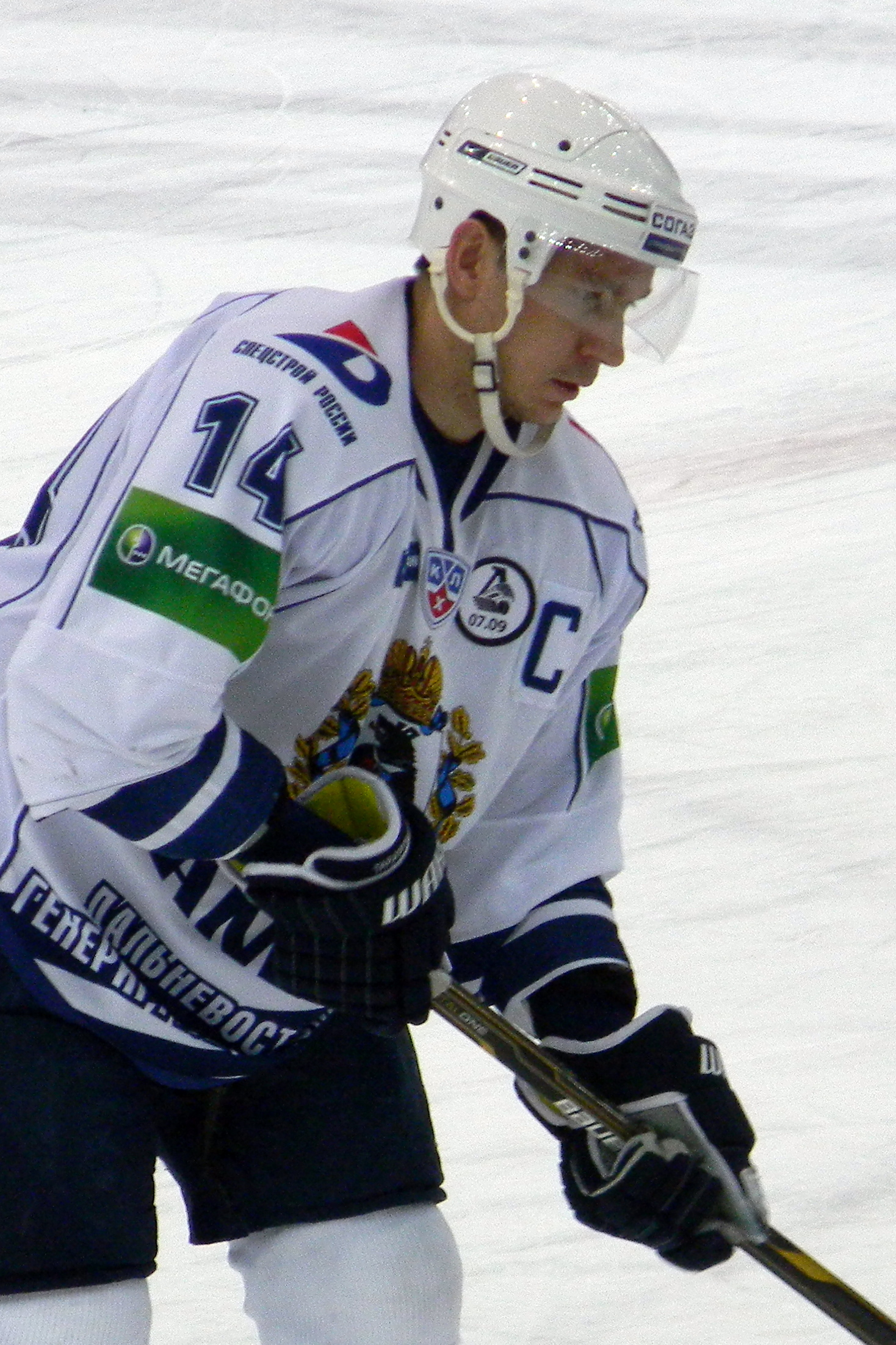
Дмитрий Тарасов

- Вюнше, Курт (93) — политик ГДР, министр юстиции (1967—1972, 1990)[194].
- Геттше, Джеймс[нем.] (80) — американский и ватиканский органист, главный органист Собора Святого Петра в Ватикане (с 1989)[195].
- Готтлиб, Роберт[англ.] (92) — американский писатель[196].
- Джакив, Роман (83) — американский физик-теоретик, член НАН США (1998), иностранный член НАН Украины (2003), обладатель медали Дирака (1998)[197].
- Матайтене, Даля[лит.] (87) — советский и литовский художник-постановщик, лауреат Государственной премии Литовской ССР (1984)[198].
- Мнацаканов, Валерий Айрапетович (76) — советский и российский сценарист[199].
- Окере, Титус[англ.] (94) — нигерийский футболист[200].
- Свиридов, Николай Иванович (84) — советский стайер, бронзовый призёр чемпионата Европы (1969), ЗМС СССР (1991)[201].
- Собчик, Люциан[пол.] (95) — польский химик и физикохимик, действительный член Польской академии наук (1989)[202].
- Тарасов, Дмитрий Евгеньевич (44) — российский хоккеист[203].
- Тейлор, Морис[англ.] (97) — британский католический прелат, епископ Галлоуэя (1981—2004)[204].
- Холлинс, Джон (76) — английский футболист и футбольный тренер[205].
- Чжан Иньтай[кит.] (88) — гонконгский актёр[206].
- Чик, Мэвис[англ.] (74) — английская писательница[207].
- Шмелёв, Владимир Константинович (76) — советский пятиборец, олимпийский чемпион (1972)[208].

## 13 июня

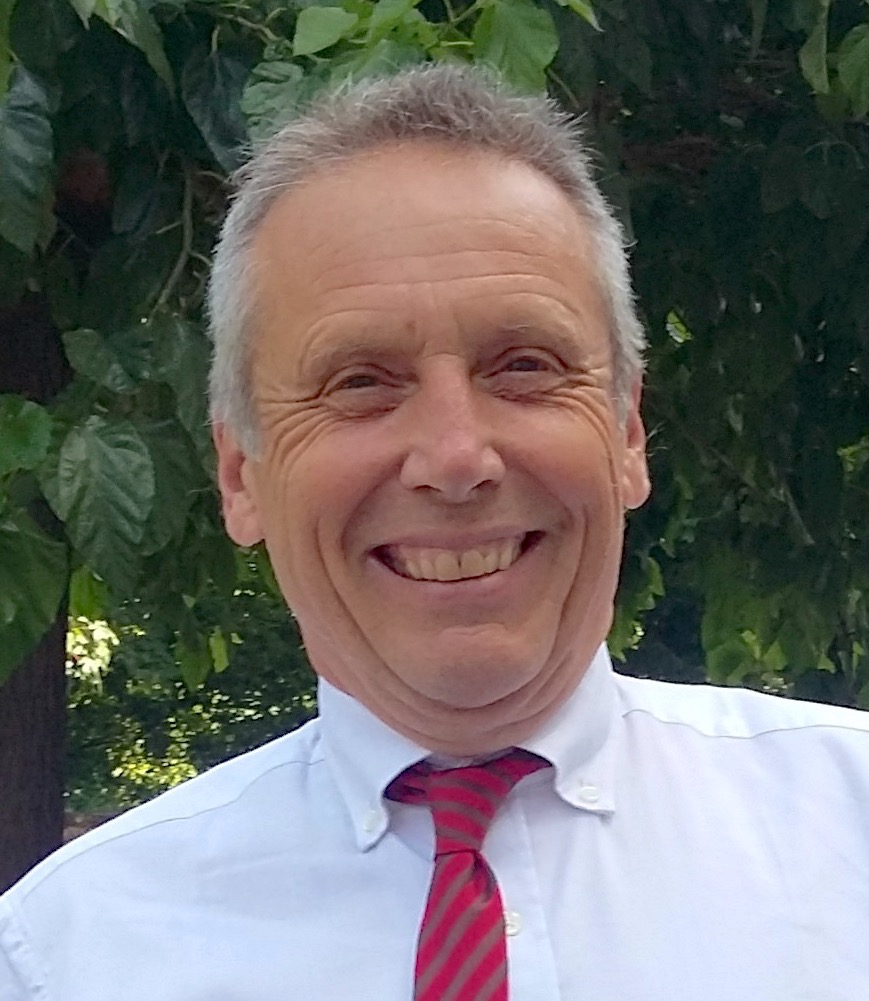
Николас Кайзер

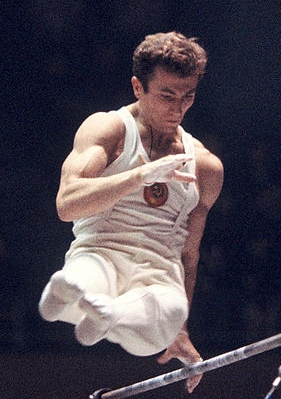
Виктор Лисицкий

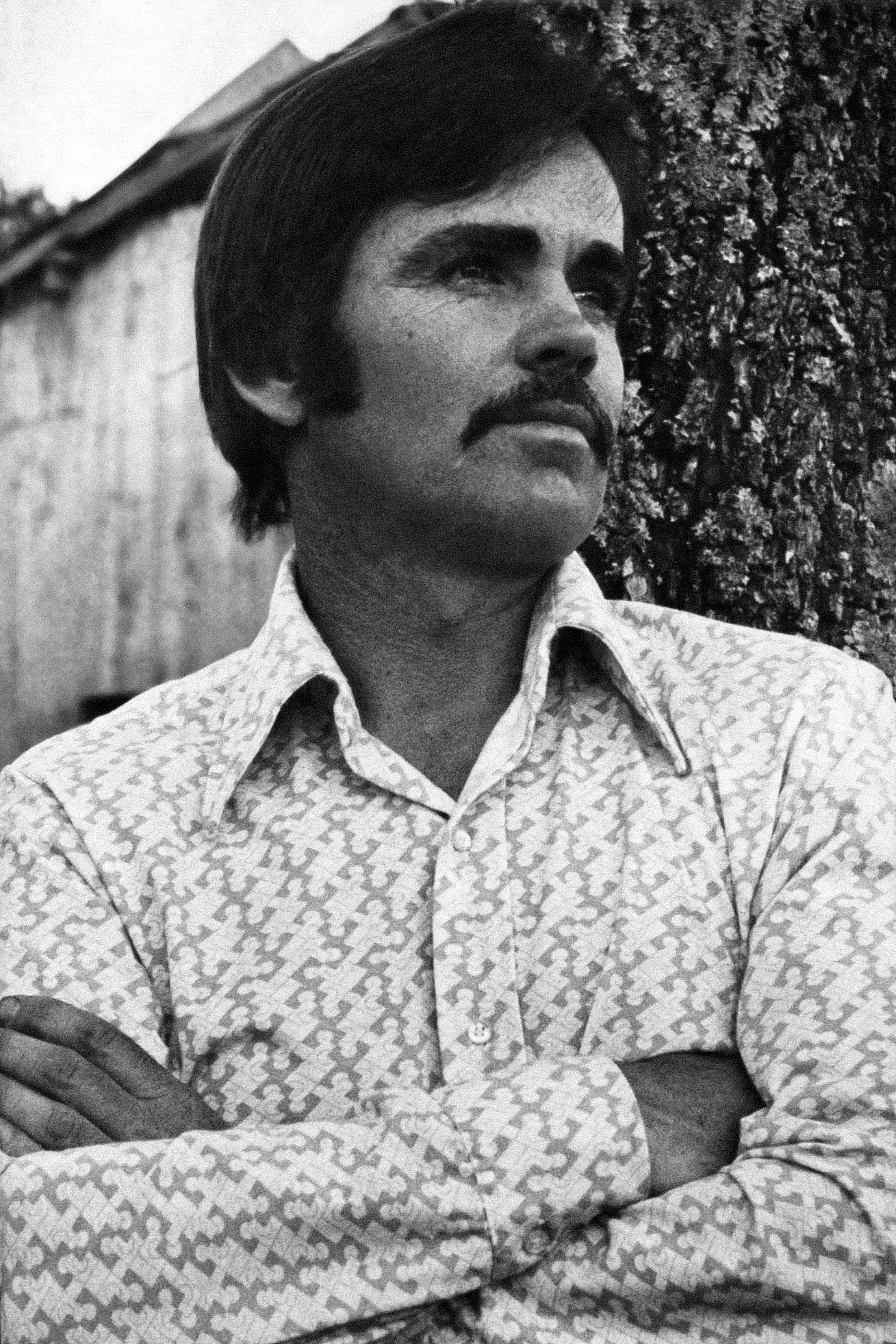
Кормак Маккарти

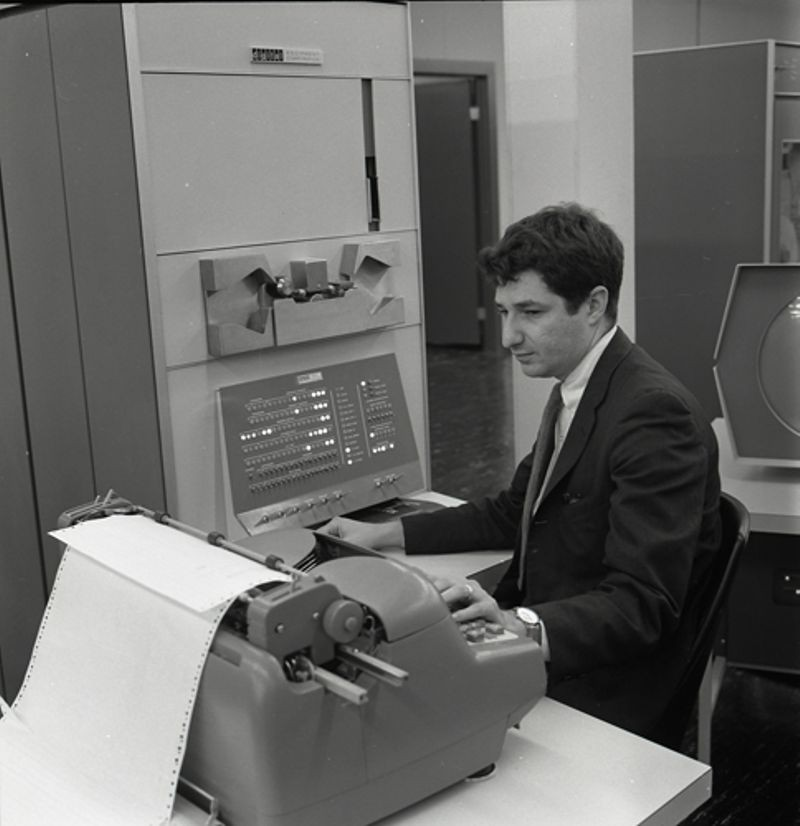
Эдвард Фредкин

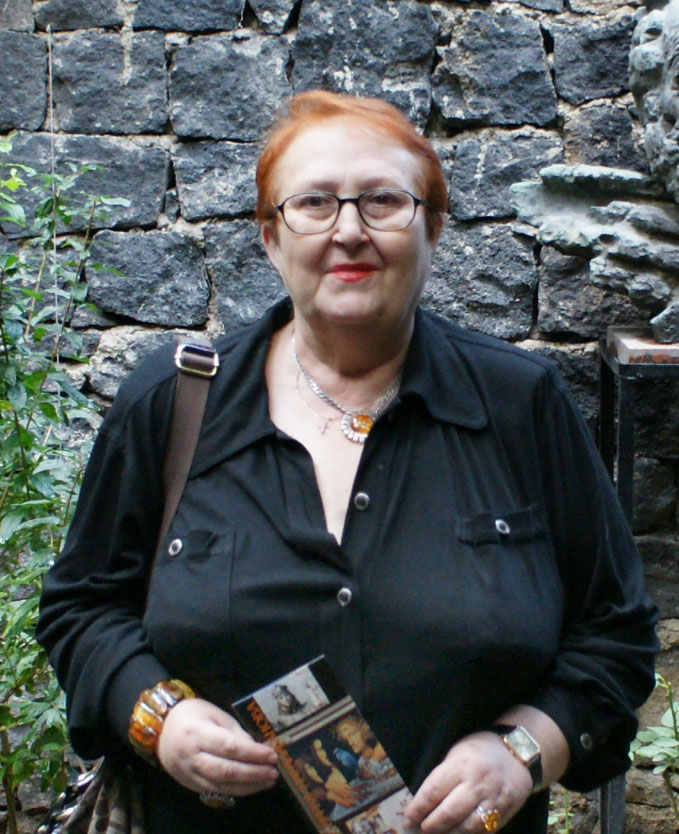
Клара Штайн

- Аргалл, Деннис[англ.] (79) — австралийский дипломат, посол в Китае (1984—1985)[209].
- Барвенко, Владимир Владимирович (79) — русский писатель и поэт[210].
- Бартли, Дэвид М.[англ.] (88) — американский политик, спикер Палаты представителей штата Массачусетс (1969—1975)[211].
- Захаров, Игорь Григорьевич (75) — советский и российский специалист военного кораблестроения, начальник 1-го ЦНИИ военного кораблестроения (1991—2006), контр-адмирал (1993)[212].
- Кайзер, Николас (68) — британский космолог, член Лондонского королевского общества (2008)[213].
- Лисицкий, Виктор Никитович (83) — советский гимнаст, пятикратный серебряный призёр Олимпийских игр (1964, 1968), почётный член РАХ (2015)[214].
- Маккарти, Кормак (89) — американский писатель, драматург и сценарист, лауреат Пулитцеровской премии (2007)[215].
- Н’Дайен, Иоахим (88) — центральноафриканский католический прелат, архиепископ Банги (1970—2003)[216].
- Николеску, Константин[рум.] (77) — румынский политический деятель, сенатор (2000—2004)[217].
- Смирнова, Антонина Ивановна (93) — советский педагог, Герой Социалистического Труда (1978)[218].
- Фредкин, Эдвард (88) — американский физик, программист и предприниматель[219].
- Штайн, Клара Эрновна (77) — российский лингвист, доктор филологических наук (1994), профессор СКФУ[220].
- Шумаков, Виктор Антонович (96) — советский разработчик РЛС для систем раннего предупреждения о ракетном нападении, лауреат Государственной премии СССР[221].
- Коваленко, Антон Ростиславович (26) — украинский военнослужащий, младший сержант, участник российско-украинской войны, Герой Украины (2024, посмертно); погиб в бою.
- Буяло, Олег Юрьевич (21) — украинский военнослужащий, лейтенант, участник российско-украинской войны, Герой Украины (2024, посмертно); погиб в бою.

## 12 июня

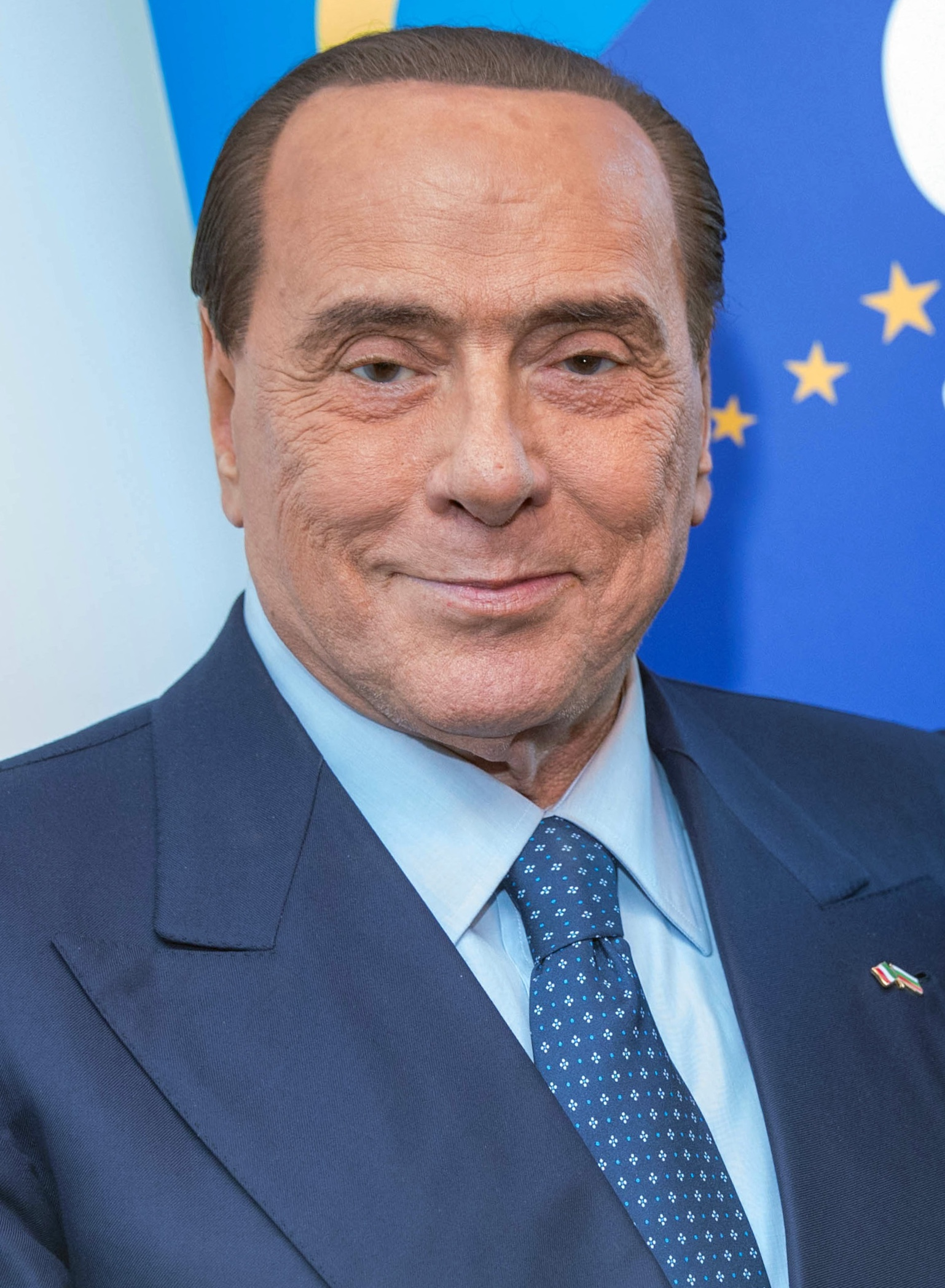
Сильвио Берлускони

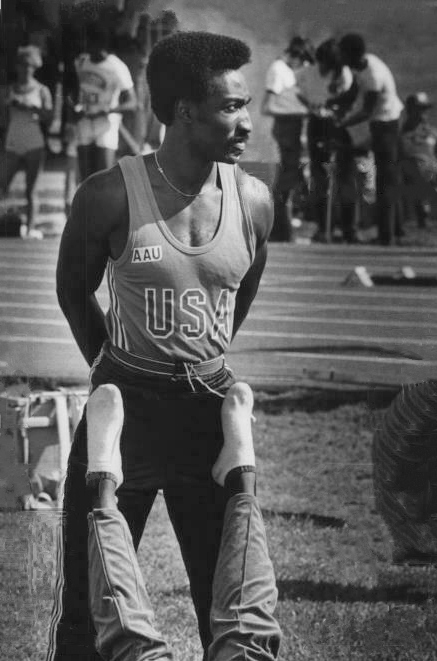
Харви Гланс

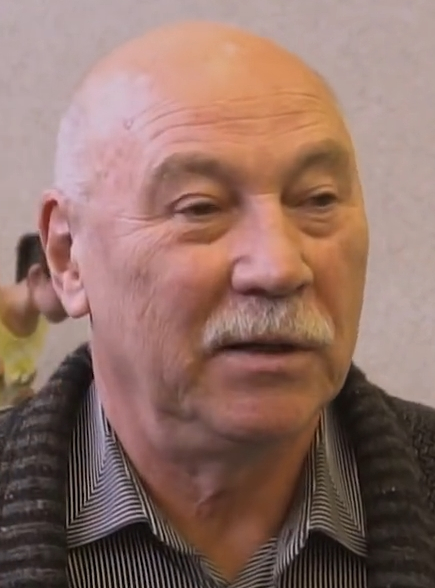
Вячеслав Зайцев

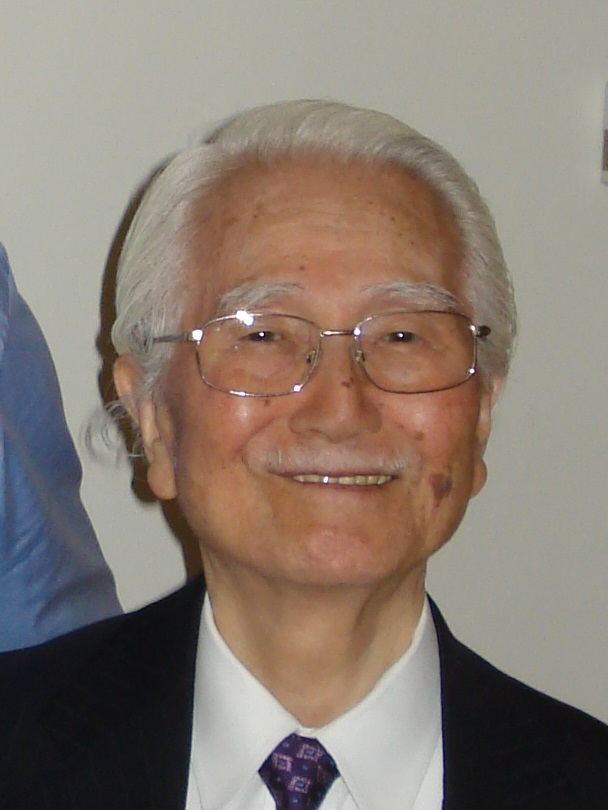
Масааки Имаи

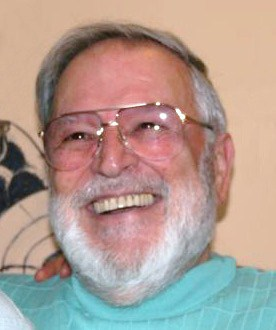
Джон Ромита

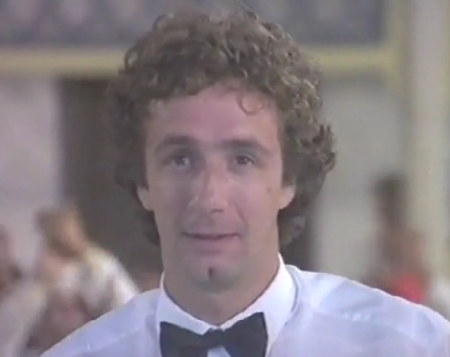
Франческо Нути

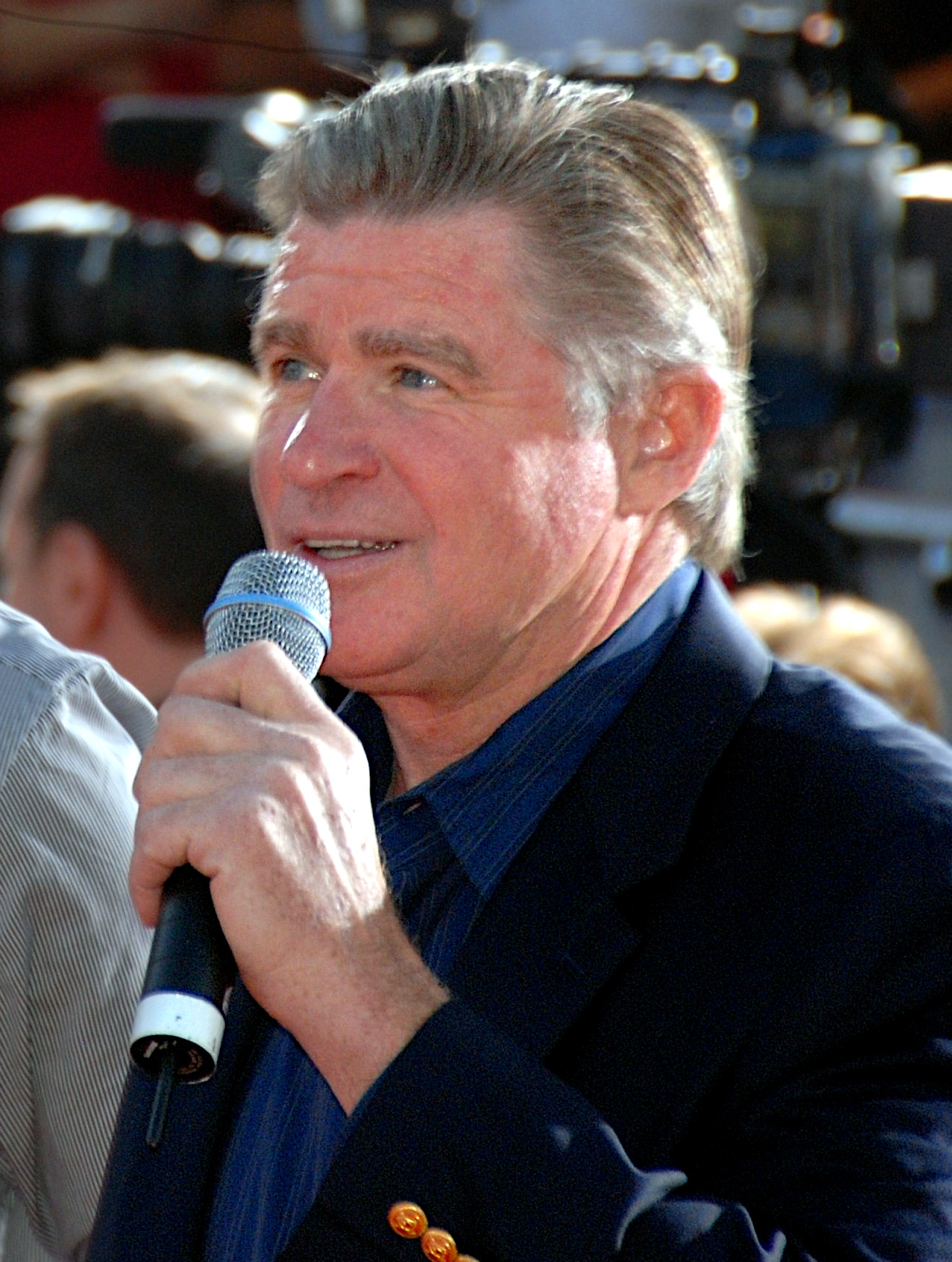
Трит Уильямс

- Берлускони, Сильвио (86) — итальянский политический деятель и предприниматель, председатель Совета министров (1994—1995, 2001—2006, 2008—2011)[222].
- Биасон, Родольфо[англ.] (88) — филиппинский военный и политический деятель, начальник Генерального штаба (1991), сенатор (1992—1995, 1998—2010), член Палаты представителей (2010—2016)[223].
- Гасеница, Патрик[англ.] (24) — американский прыгун на лыжах с трамплина, участник зимних Олимпийских игр (2022); ДТП[224].
- Герсков, Метте[дат.] (56) — датская политическая деятельница, министр продовольствия, сельского хозяйства и рыболовства (2011—2013), депутат Фолькетинга (с 2005)[225].
- Гланс, Харви (66) — американский спринтер, олимпийский чемпион (1976) и чемпион мира (1987)[226].
- Горячев, Сергей Владимирович (52) — российский военачальник, начальник штаба 35-й общевойсковой армии, генерал-майор; погиб в бою[227].
- Дорошок, Виктор Васильевич (77) — российский государственный деятель, мэр Усть-Илимска (1998—2007)[228].
- Зайцев, Вячеслав Алексеевич (70) — советский волейболист и волейбольный тренер, чемпион (1980) и серебряный призёр (1976, 1988) Олимпийских игр, ЗМС СССР (1978)[229].
- Мур, Реджи[англ.] (66) — американская писательница и актриса[230].
- Ллойд Джордж, Уильям, 3-й виконт Тенби (95) — британский пэр, член Палаты лордов (1993—2015)[231].
- Любарцев, Николай Семёнович (80) — советский футболист[232].
- Масааки Имаи (92) — японский теоретик, основатель концепции непрерывного совершенствования[233].
- Мур, Реджи[англ.] (42) — ангольский баскетболист, игрок национальной сборной, чемпион Африки (2013) и Африканских игр (2015)[234].
- Нонис, Дуглас (86) — малайзийский игрок в хоккей на траве, участник Олимпийских игр (1964)[235].
- Нути, Франческо (68) — итальянский актёр, кинорежиссёр и продюсер[236].
- Ромита, Джон (93) — американский художник комиксов[237].
- Северо, Ричард[англ.] (90) — американский журналист, лауреат Премии Джорджа Полка (1975)[238].
- Уильямс, Трит (71) — американский актёр; ДТП[239].
- Феннема, Мейндерт[англ.] (77) — нидерландский политолог, почётный профессор политических наук[240].
- Фру Нди, Джон[англ.] (81) — камерунский политик, основатель и Председатель Социал-демократического фронта (с 1990)[241].

## 11 июня

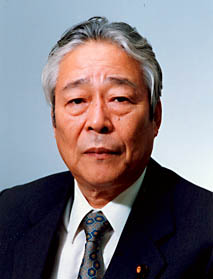
Микио Аоки

- Аоки, Микио (89) — японский политик, член Палаты советников (1986—2010), и. о. премьер-министра (2000)[242].
- Бабаджанянц, Левон Константинович (83) — советский и российский математик, доктор физико-математических наук (1986), профессор СПбГУ[243].
- Балог, Ласло[венг.] (93) — венгерский художник[244].
- Вики, Жан (89) — швейцарский бобслеист, чемпион зимних Олимпийских игр 1972 года[245].
- Дхиллон, Мангал[англ.] (64) — индийский актёр[246].
- Жуков, Михаил Федотович (94) — советский передовик сельского хозяйства, Герой Социалистического Труда (1981)[247].
- Кадоган, Чарльз, 8-й граф Кадоган (86) — британский аристократ, миллиардер и землевладелец[248].
- Кан, Суна[тур.] (86) — турецкая скрипачка[249].
- Клинтон-Дэвис, Стэнли, барон Клинтон-Дэвис[англ.] (94) — британский аристократ, член Палаты лордов (1990—2018)[250].
- Накадзима, Садао[яп.] (88) — японский кинорежиссёр и сценарист[251].
- Руис Фернандес, Хесус[исп.] — испанский политик, член Конгресса депутатов (1986—1989)[252].
- Салех, Магда[араб.] (79) — египетская балерина[253].
- Седых, Анатолий Петрович (60) — российский серийный убийца и насильник; самоубийство[254].
- Сёре, Янош[англ.] (88) — венгерский велосипедист, участник летних Олимпийских игр (1960)[255].
- Хаджиниколау, Панайотис[греч.] (90) — греческий политик, депутат Парламента (1974—1996)[256].
- Штерн, Людмила Яковлевна (88) — русская писательница, переводчица и журналистка[257].

## 10 июня

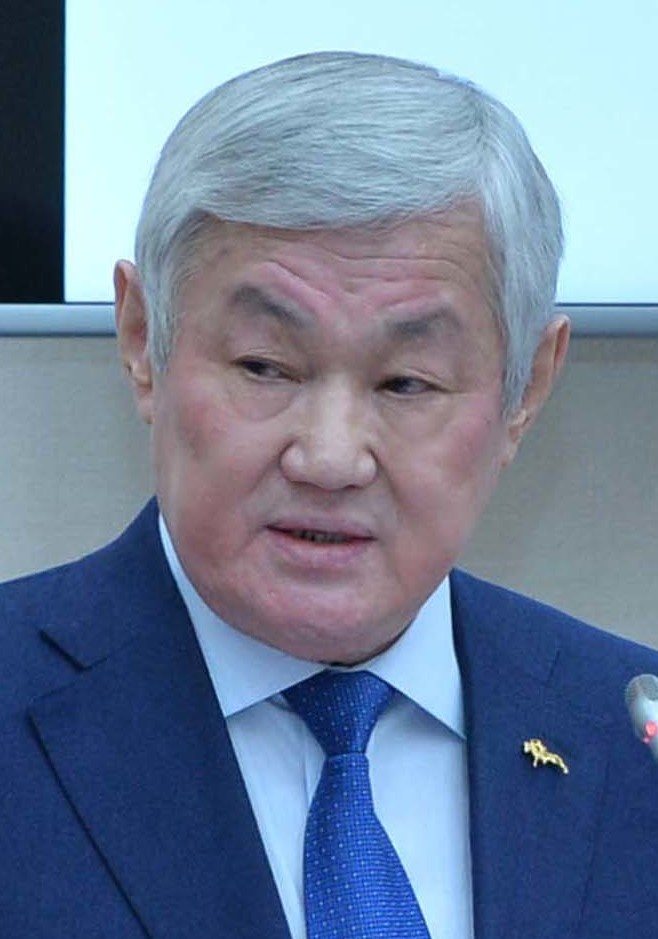
Бердибек Сапарбаев

- Алиду, Хассана[англ.] (60) — нигерийский дипломат, посол в США и Канаде (2015—2019)[258].
- Баркер, Клайв[англ.] (78) — южноафриканский футболист и тренер, тренер национальной сборной (1994—1997)[259].
- Дикий, Владимир Данилович (85) — советский и российский художник, заслуженный художник Российской Федерации (2008)[260].
- Качинский, Теодор (81) — американский математик, социальный критик, философ, террорист и неолуддит[261].
- Каширский, Владимир Викторович (81) — советский и российский дирижёр и хормейстер, заслуженный артист Российской Федерации (1994)[262].
- Кокиш, Эрик[англ.] (76) — канадский игрок в бридж, серебряный призёр чемпионата мира в парном разряде (1978)[263].
- Лукен, Вирджил[англ.] (80) — американский пловец, участник летних Олимпийских игр (1964)[264].
- Маркопулос, Яннис[греч.] (84) — греческий композитор[265].
- Ниинимяки, Яри[фин.] (65) — финский футболист[266].
- Ордине, Нуччо (64) — итальянский философ[267].
- Пак Чжэ Чун[кор.] (78) — южнокорейский поэт[268].
- Приходько, Владимир Иванович (89) — советский актёр[269].
- Сапарбаев, Бердибек Машбекович (70) — казахстанский государственный и политический деятель, вице-премьер Казахстана (2019—2020), аким ряда областей[270].
- Хорваш, Фахри[перс.] (94) — иранская актриса и режиссёр[271].

## 9 июня

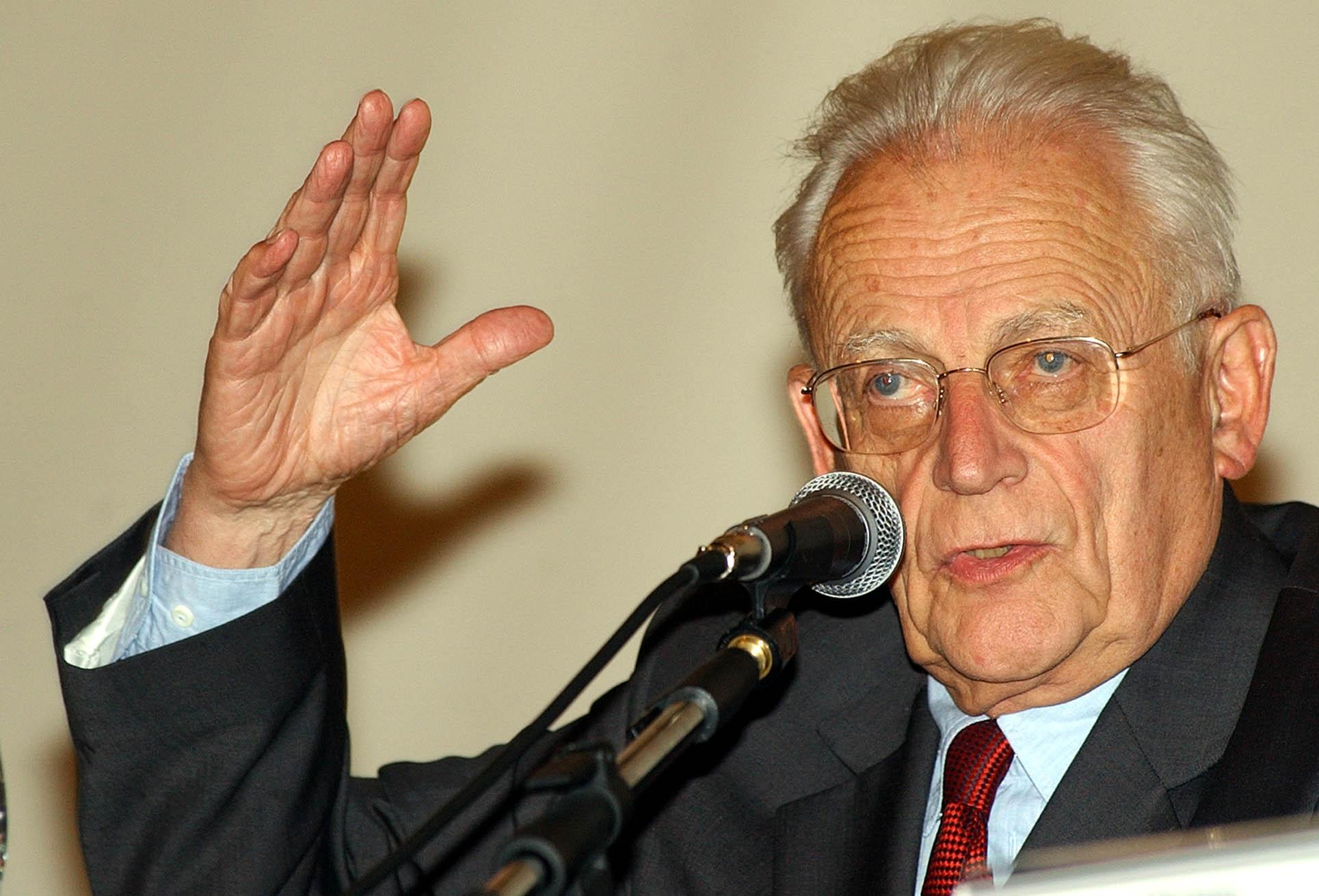
Ален Турен

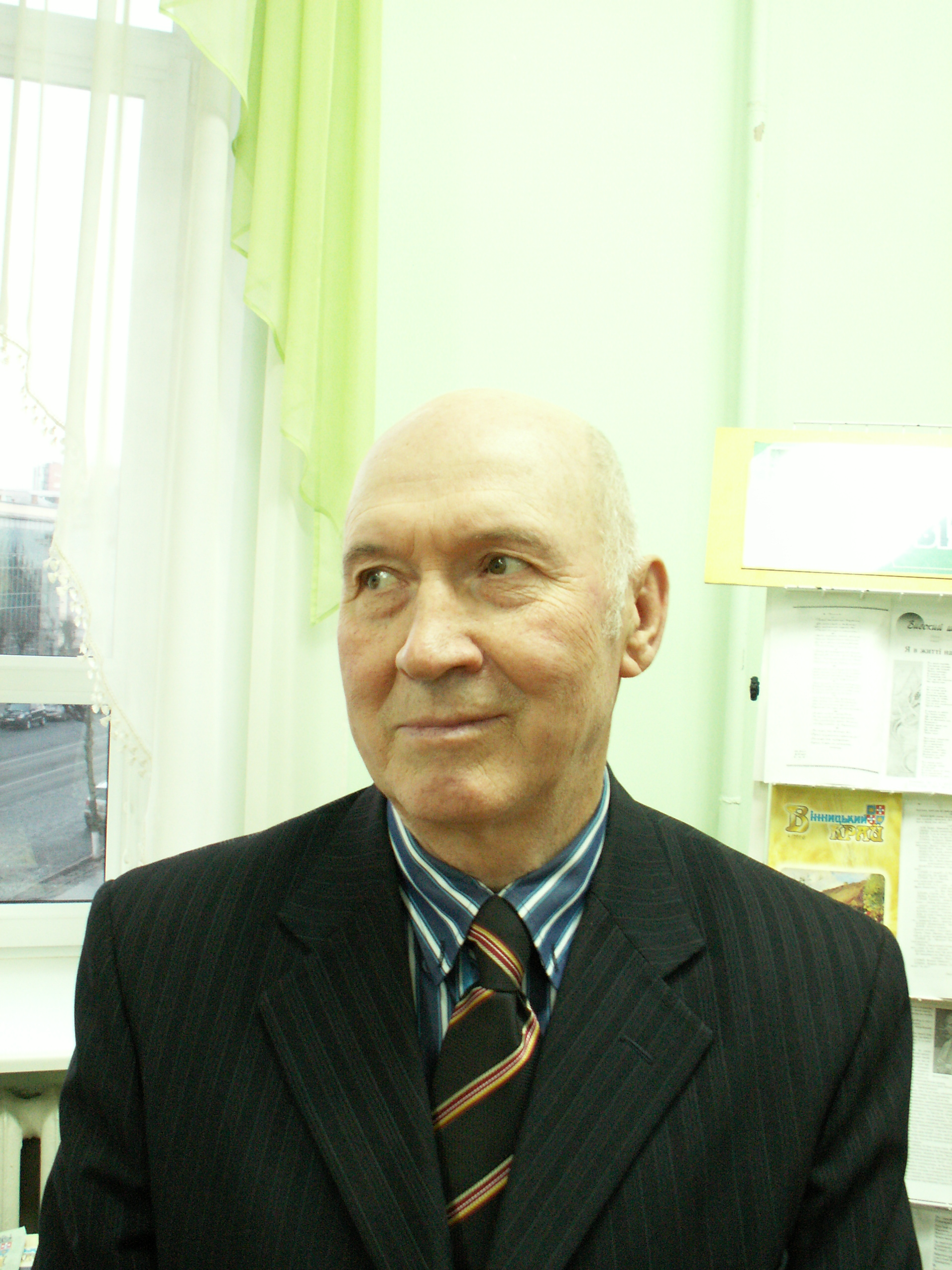
Анатолий Подолинный

- А Кин, Камилла[англ.] (58) — австралийская актриса[272].
- Анищенко, Глеб Александрович (70) — русский поэт, публицист и литературовед[273].
- Борис-Дамяцкая, Барбара[пол.] (85) — польский театральный режиссёр и политическая деятельница, сенатор (с 2007)[274].
- Гвади, Мухаммед[англ.] (64) — египетский писатель и философ[275].
- Иммельман, Ньель[англ.] (78) — южноафриканский пианист[276].
- Кесслер, Дени[фр.] (71) — французский бизнесмен, генеральный директор группы компаний SCOR[277].
- Мартин, Флойд[англ.] (93) — канадский хоккеист, бронзовый призёр зимних Олимпийских игр в Кортина-д’Ампеццо (1956), серебряный призёр зимних Олимпийских игр в Скво-Вэлли (1960)[278].
- Мэндон, Дэниел[фр.] (84) — французский политик, депутат Национального собрания (1993—1997)[279].
- Мюллер, Хельмар[нем.] (83) — западногерманский легкоатлет, бронзовый призёр летних Олимпийских игр в Мехико (1968)[280].
- Надери, Фируз[англ.] (77) — иранский и американский научный деятель, сотрудник НАСА, разработчик программы освоения Марса[281].
- Подолинный, Анатолий Мусиевич (83) — украинский литературовед, эссеист, поэт, фольклорист, профессор Винницкого педагогического университета[282].
- Помар, Владимир[порт.] (86) — бразильский писатель и журналист[283].
- Ричард, Рон[англ.] (75) — американский политик, спикер Палаты представителей штата Миссури (2009—2011)[284].
- Тоною, Василе[рум.] (82) — румынский философ, действительный член Румынской академии (2003)[285].
- Турен, Ален (97) — французский социолог[286].
- Хан, Сераджул Алам[англ.] (82) — бангладешский философ и политик, основатель партии Джатия Самаджтантрик Дал[англ.][287].
- Хираива, Юэ[англ.] (91) — японская писательница, лауреат Премии имени Сандзюго Наоки[288].
- Ширима, Майкл[англ.] (80) — танзанийский бизнесмен, основатель и председатель правления Precision Air (с 1993)[289].
- Шмаринов, Алексей Дементьевич (90) — советский и российский художник-график, иллюстратор, народный художник Российской Федерации (1993), академик РАХ (1995)[290].

## 8 июня

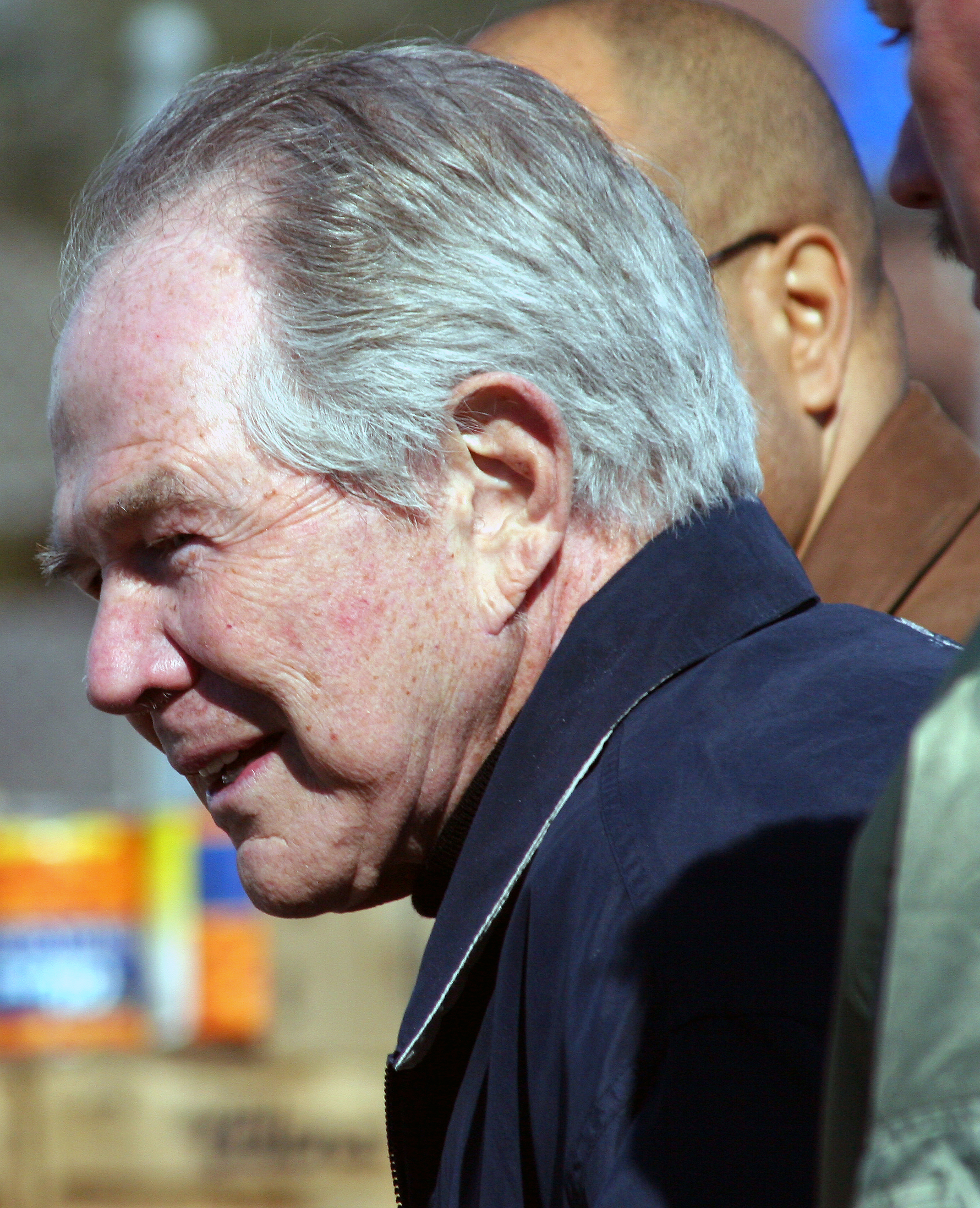
Пэт Робертсон

- Беер, Клаус[нем.] (80) — восточногерманский легкоатлет (прыжки в длину), серебряный призёр Олимпийских игр (1968)[291].
- Белли, Питер[дат.] (79) — датский певец и актёр[292].
- Бодрато, Гвидо[итал.] (90) — итальянский политический деятель, министр образования Италии (1980—1982), депутат парламента (1968—1994)[293].
- Виснумурти Нигрохо[англ.] (83) — индонезийский дипломат, представитель Индонезии в различных органах ООН, Председатель Совета Безопасности ООН (1995, 1996)[294].
- Гарвуд, Джули (76) — американская писательница[295].
- Гуркалов, Павел Иванович (84) — российский политический деятель, член Совета Федерации (1994—1996)[296].
- Жарден, Вероник[фр.] (56) — французская пловчиха, участница летних Олимпийских игр (1984, 1992)[297].
- Коглан, Пол[итал.] (79) — ирландский политик, сенатор (1997—2020)[298].
- Лонго, Ренато[итал.] (85) — итальянский велогонщик, многократный чемпион мира по велокроссу[299].
- Озерова, Елена Львовна (80) — советский и российский хормейстер, заслуженная артистка Российской Федерации (2015)[300].
- Пельгер, Штефан[исп.] (43) — румынский модельер; самоубийство[301].
- Перурена, Доминго[исп.] (79) — испанский велогонщик, серебряный призёр чемпионата мира по шоссейным велогонкам (1965)[302].
- Пешек, Мария[нем.] (69) — немецкая актриса и сценарист, лауреат Премии Эрнста Хоферихтера (1999)[303].
- Рашич, Рале[англ.] (87) — югославский футболист и австралийский футбольный тренер, тренер национальной сборной[304].
- Ребров, Вячеслав Степанович (78) — советский и российский режиссёр[305].
- Робертсон, Пэт (93) — американский религиозный и политический деятель, основатель телекомпании CBN[306].
- Рольдан, Хорхе (82) — гватемальский футболист и тренер национальной сборной[307].
- Рути, Мари[англ.] (58—59) — канадский философ[308].
- Сада Солана, Карлос Мануэль[исп.] (70) — мексиканский политик и дипломат, посол Мексики в США (2016—2017)[309].
- Саймон, Андре (35) — антигуанский шоссейный велогонщик[310].
- Турку, Элиу[порт.] (87) — бразильский композитор[311].
- Элуорти, Чарльз[англ.] (61) — новозеландский экономист и социолог[312].

## 7 июня

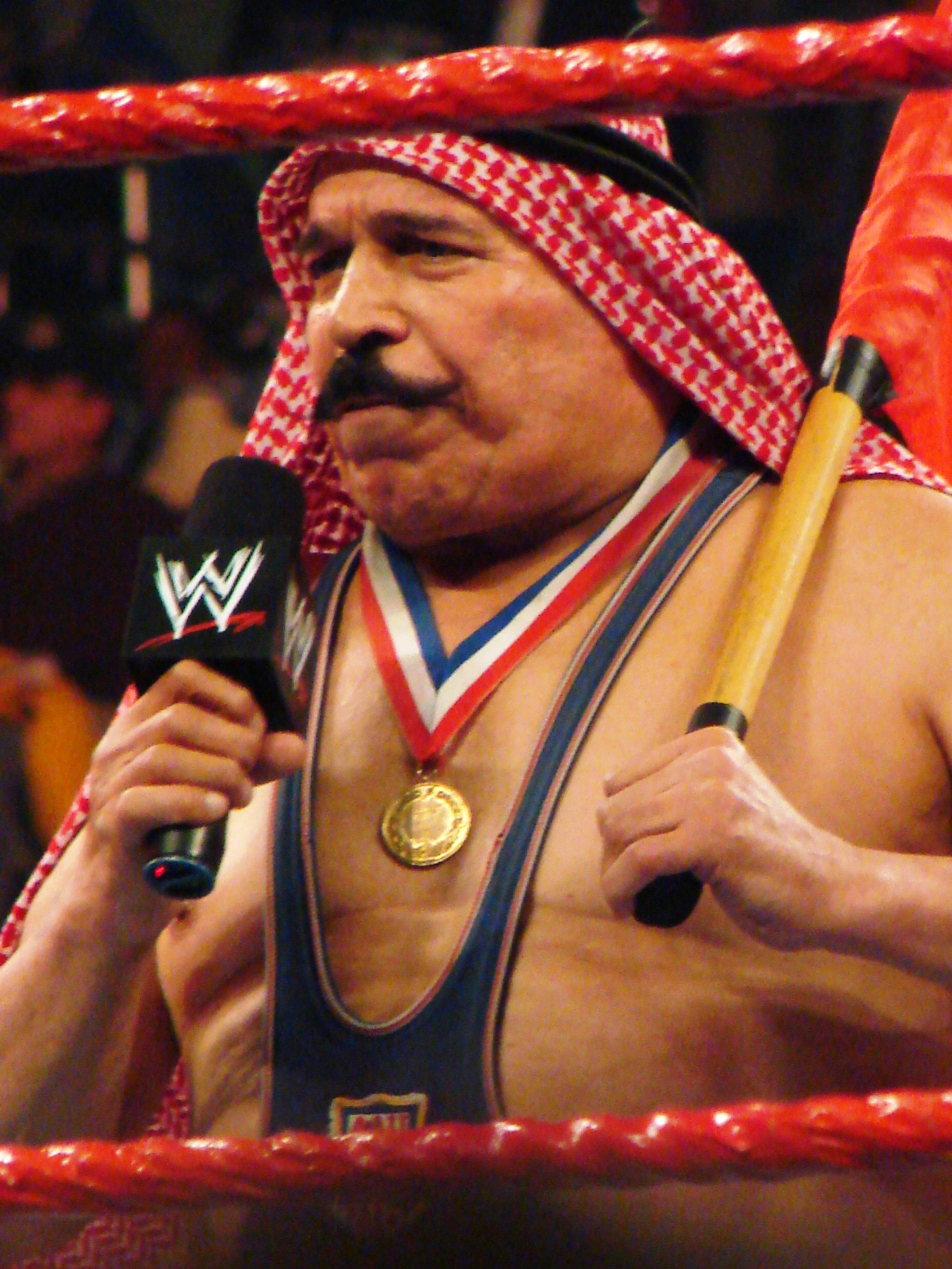
Железный Шейх

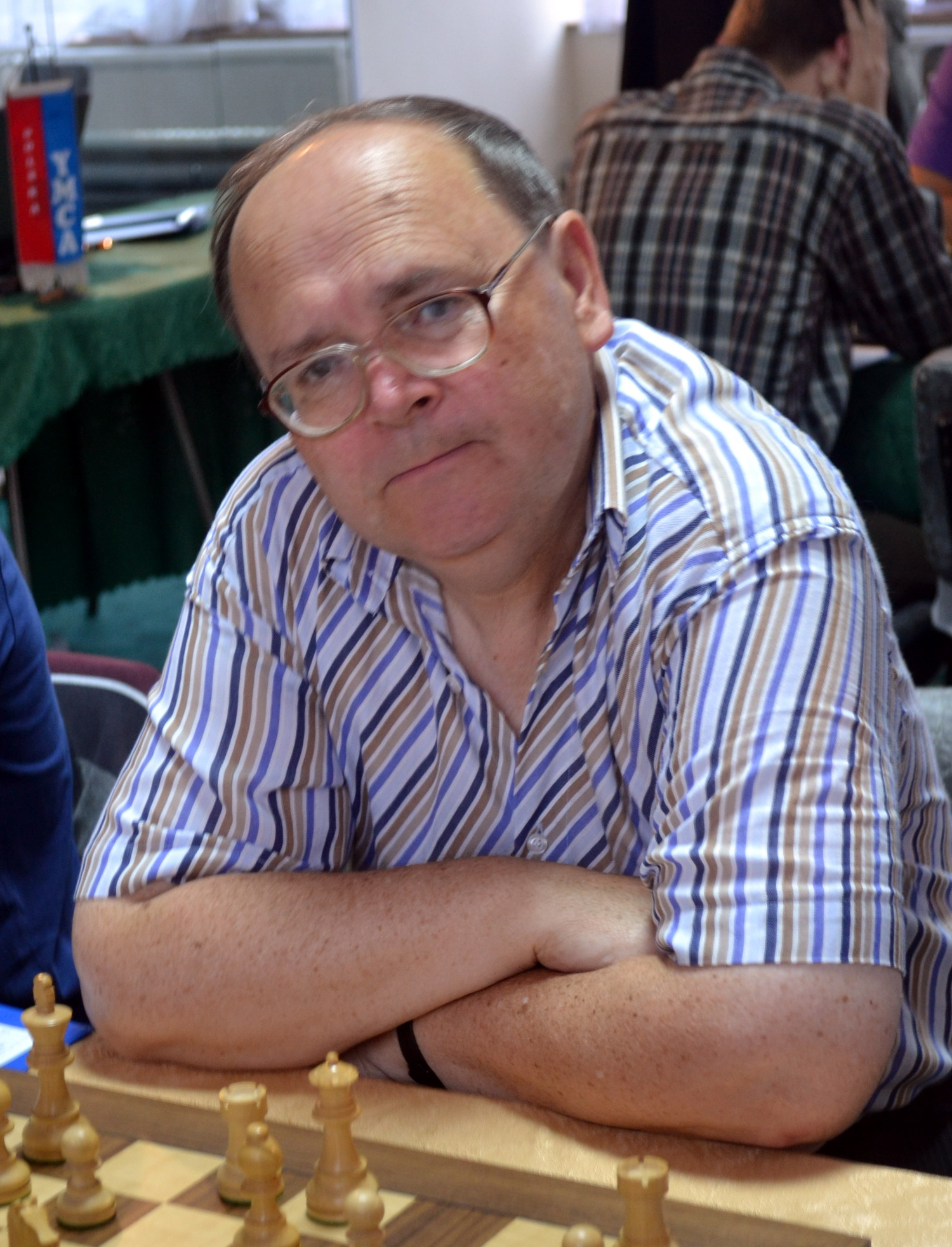
Кароль Пинкас

- Ауре, Ауд Ингер[норв.] (80) — норвежский политик министр юстиции (1997—1999)[313].
- Баэна Суарис, Жуан Клементе[порт.] (92) — бразильский дипломат, генеральный секретарь Организации американских государств (1984—1994)[314].
- Бусдакин, Марино[итал.] (66) — итальянский политик и правозащитник, генеральный секретарь Организации наций и народов, не имеющих представительства (2003—2016)[315].
- Железный Шейх (81) — иранский и американский рестлер и борец, чемпион WWE (1983)[316].
- Капече Минутоло, Ирма (87) — итальянская оперная певица и актриса[317].
- Кауфман, Александр Аркадьевич (91) — советский и американский геофизик, доктор технических наук (1965), профессор (1969)[318].
- Клипп, Юрий Аркадьевич (85) — советский и российский актёр, заслуженный артист Российской Федерации (1994)[319].
- Лубвама, Като[англ.] (52) — угандийский актёр и политик, депутат Парламента (2016—2021)[320].
- Нирман, Леонардо[исп.] (90) — мексиканский художник и скульптор[321].
- Ококво, Анни[англ.] (63) — нигерийский политический деятель, член Сената Нигерии (2007—2011)[322].
- Петров, Владимир Иванович (85) — советский и российский учёный в области лесного хозяйства, академик РАСХН (1995—2013), академик РАН (2013)[323].
- Пинкас, Кароль (73) — польский шахматист, международный мастер[324].
- Ржепа, Мирослав[чеш.] (93) — чешский архитектор[325].
- Стайнер, Лизл[англ.] (95) — аргентинская и американская фотожурналистка и режиссёр-документалист[326].
- Татарчук, Валентин Иванович (85) — советский и российский хозяйственный и политический деятель, депутат Верховного Совета СССР и Государственной Думы ФС РФ[327].
- Тезджан, Йылдыз[тур.] (78) — турецкая певица и актриса[328].
- Юнгквист, Стефан Аллан[швед.] (74) — шведский певец (бас) и актёр[329].

## 6 июня

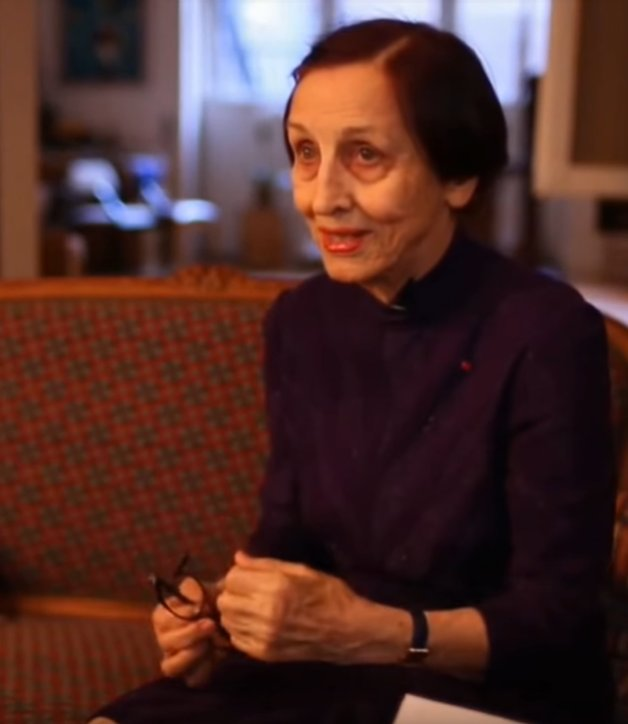
Франсуаза Жило

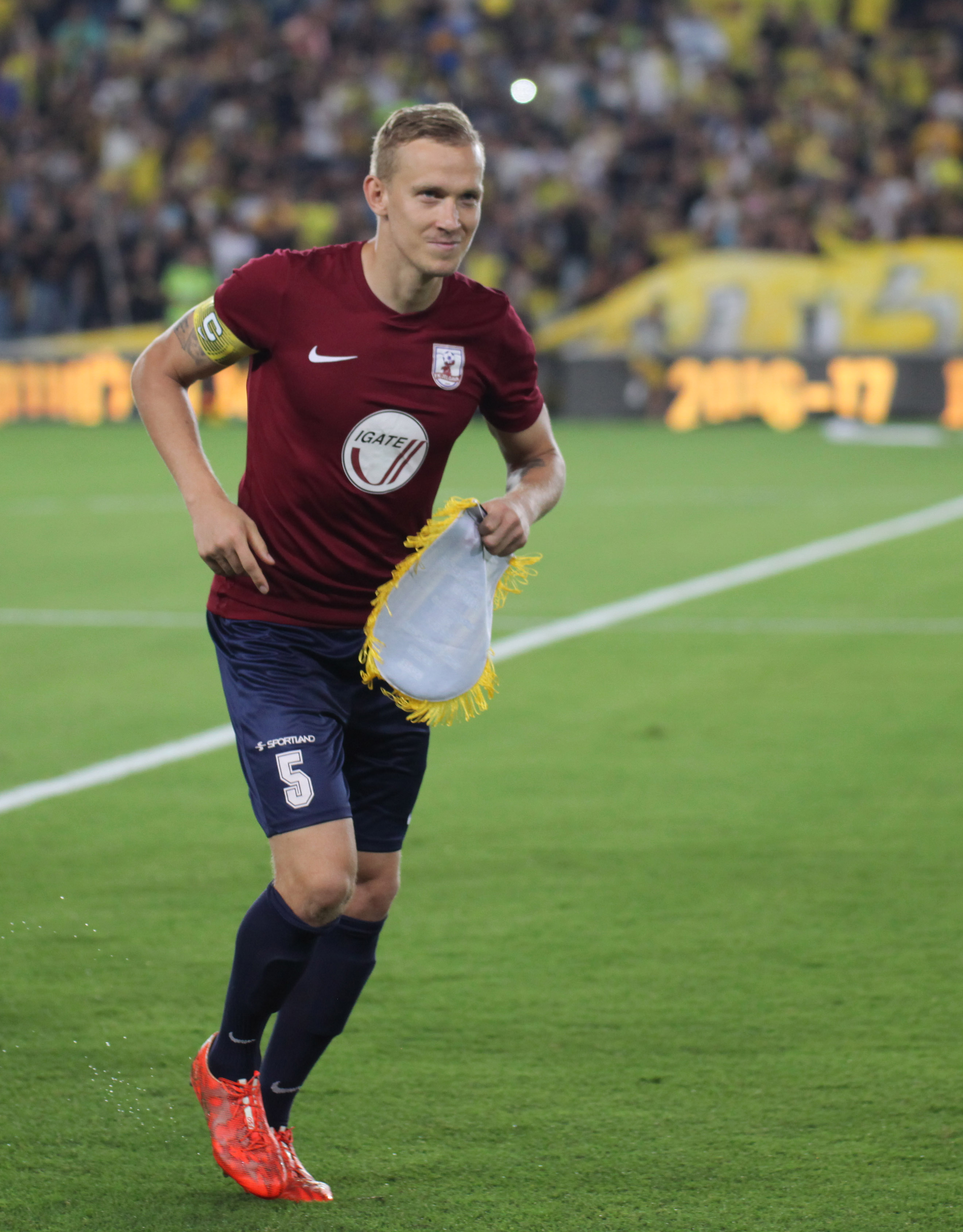
Гинтс Фрейманис

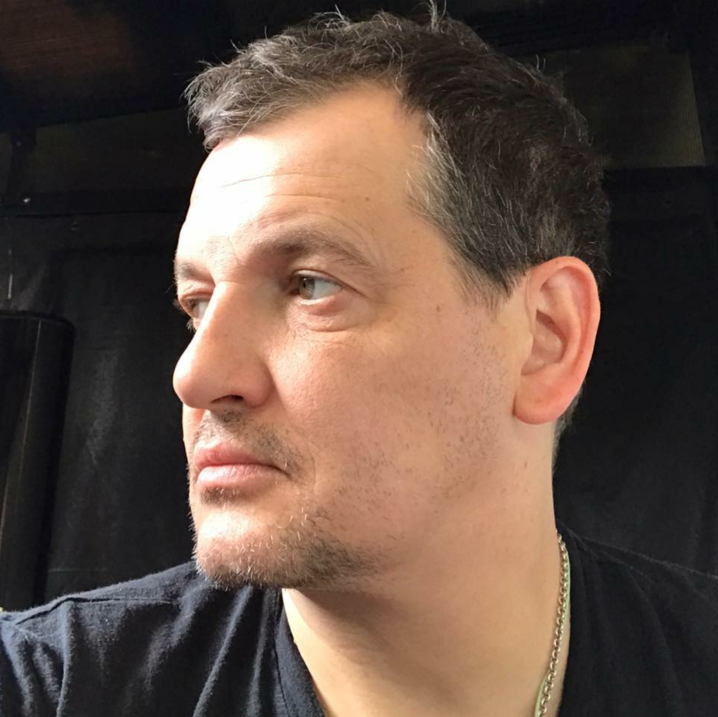
Георгий Шуппе

- Брейн, Чарльз Кимберлин[англ.] (92) — южноафриканский палеонтолог, директор Трансваальского музея (1965—1991)[330].
- Жордан, Лино (79) — итальянский биатлонист, участник Зимних Олимпийских игр 1972 и 1976 годов[331].
- Жило, Франсуаза (101) — французская художница[332].
- Жылкышиев, Койшыгул[каз.] (75) — советский и казахстанский поэт[333].
- Йонсен, Арни[исл.] (79) — исландский политик, депутат Альтинга (1983—1987, 1991—2001, 2007—2013)[334].
- Кейси, Пэт[англ.] (29) — американский спортсмен в велофристайле, многократный чемпион и призёр мира; несчастный случай[335].
- Купер, Пэт[англ.] (93) — американский актёр[336].
- Лебеда, Павел[чеш.] (82) — чешский политик, сенатор (2008—2014)[337].
- Лу Юаньцзю[кит.] (103) — китайский физик, академик Китайской академии наук (1980)[338].
- Макфарлейн, Майкл (63) — британский легкоатлет, серебряный призёр летних Олимпийских игр 1988 года[339].
- Макфи, Тони[англ.] (79) — английский гитарист и основатель блюз-рок-группы The Groundhogs[340].
- Мендельсон, Эверетт (91) — американский историк науки[341].
- Молдагалиев, Аян (22) — казахстанский спортивный гимнаст, чемпион Казахстана[342].
- Нэш, Норин[англ.] (99) — американская актриса[343].
- Сприггс, Уильям[англ.] (68) — американский экономист, профессор экономики, главный экономист АФТ-КПП[344].
- Сухов, Виктор Николаевич (72) — советский и российский камерный певец и музыкант, заслуженный артист Российской Федерации (1996)[345].
- Фрейманис, Гинтс (38) — латвийский футболист[346].
- Шуппе, Георгий Николаевич (52) — российский и британский предприниматель и венчурный инвестор[347].

## 5 июня

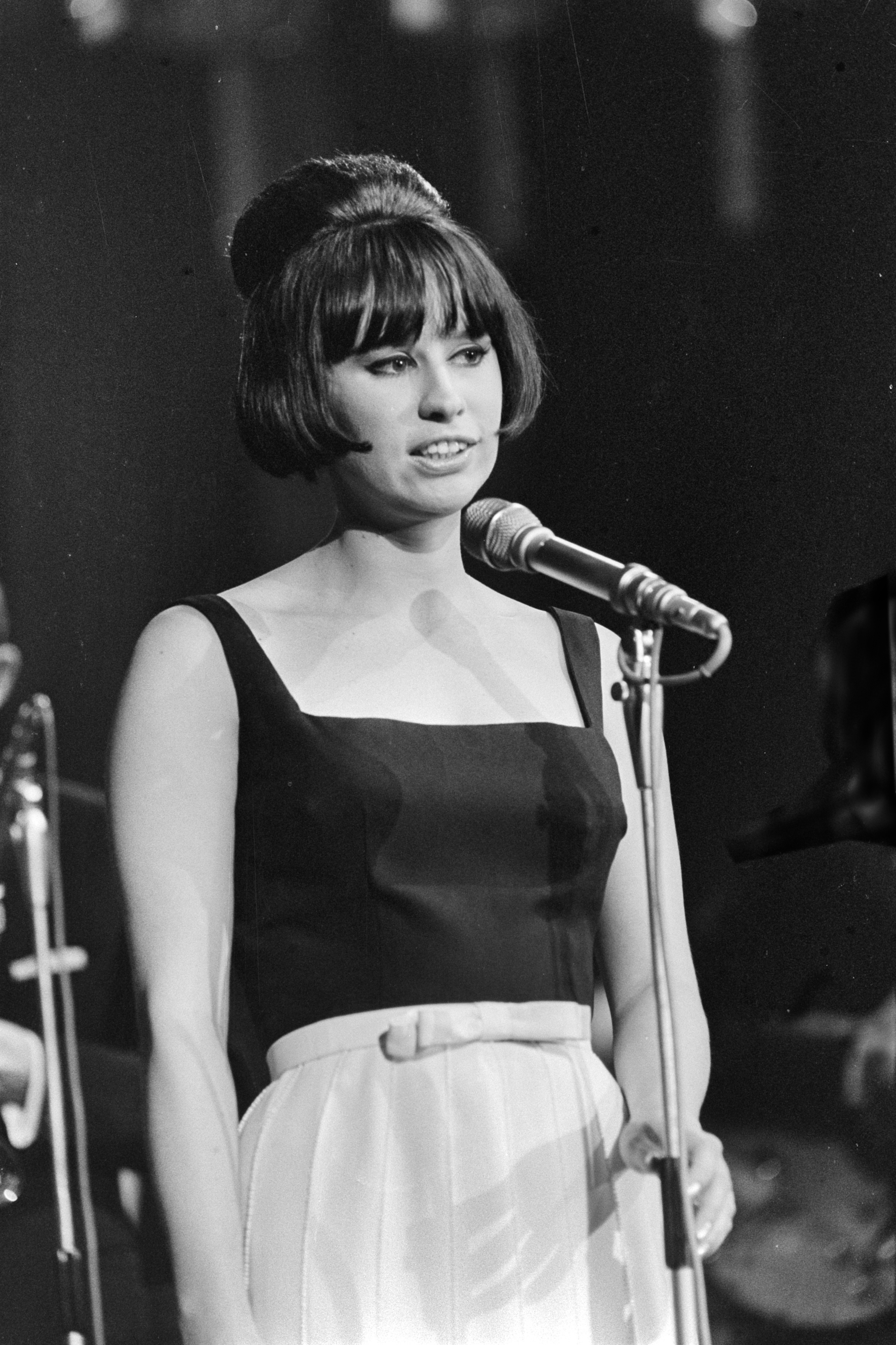
Аструд Жилберту

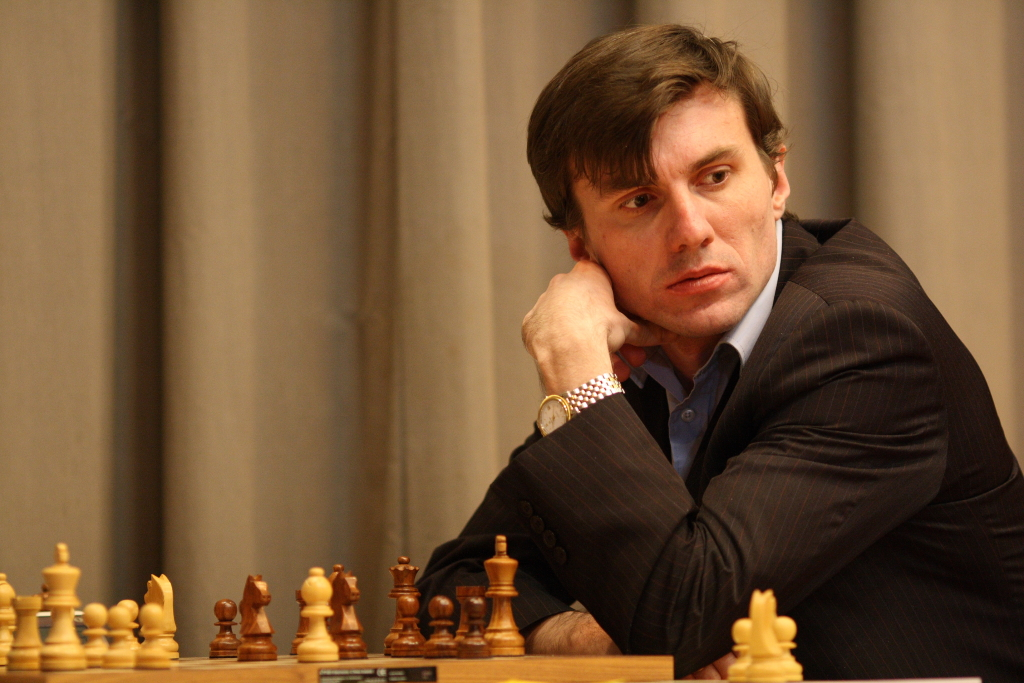
Вадим Малахатько

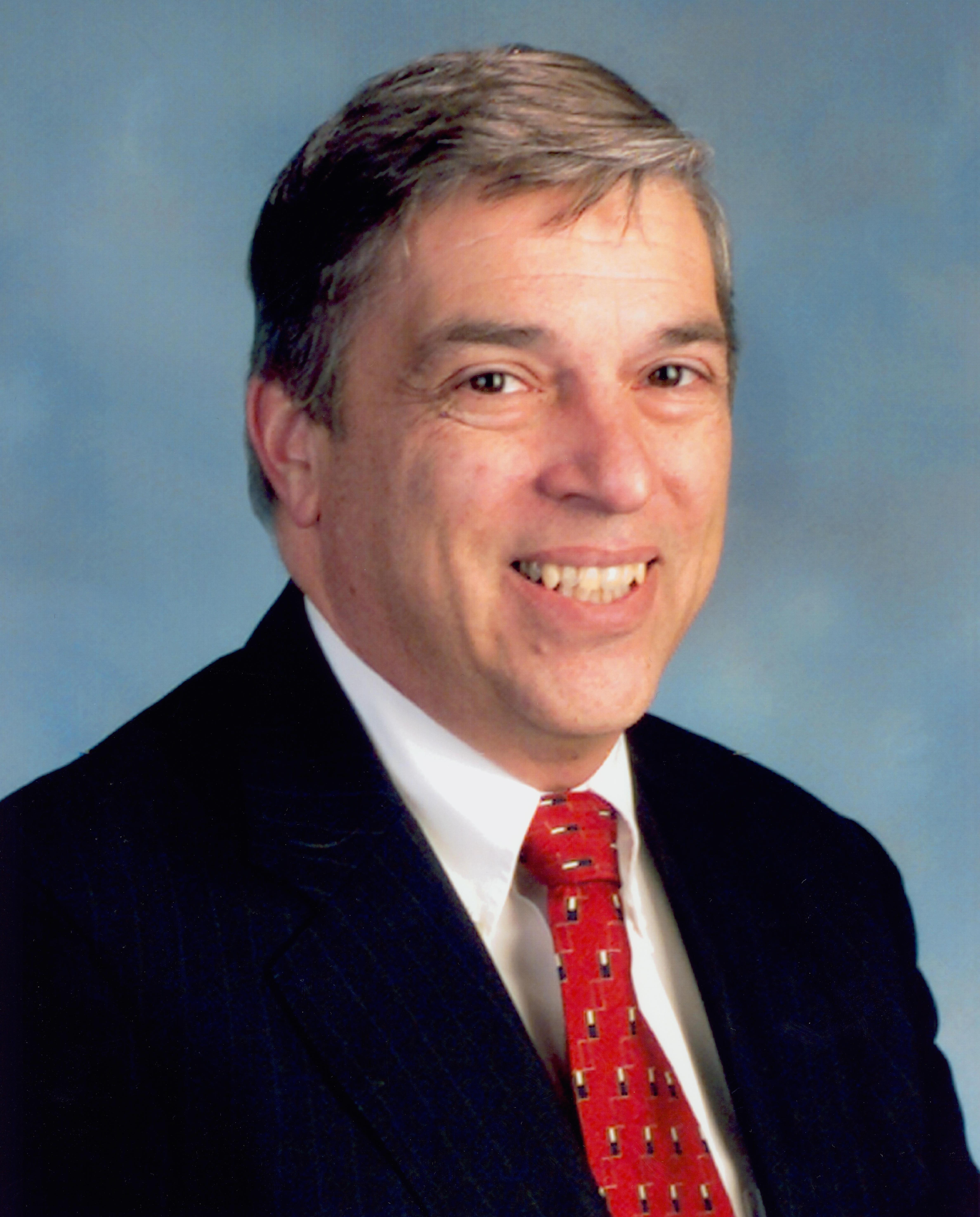
Роберт Хансен

- Блаттман, Ауд[норв.] (85) — норвежский политик, депутат Стортинга (1985—2001)[348].
- Воробьёв, Роман Александрович (26) — российский военнослужащий, участник РУВ, Герой Российской Федерации (2023, посмертно); погиб в бою[349].
- Голованов, Владимир Антонович (83) — советский и российский писатель, драматург и сценарист[350].
- Жилберту, Аструд (83) — бразильская и американская эстрадная певица[351].
- Йоэмат-Петтерссон, Тина[англ.] (59) — южноафриканский политик, министр энергетики (2014—2017), министр сельского, лесного и рыбного хозяйства (2009—2014)[352].
- Макаренко, Анатолий Иннокентьевич (86) — советский и российский инженер-судостроитель, депутат Верховного Совета РСФСР (1986—1988), Герой Социалистического Труда (1984)[353].
- Малахатько, Вадим Владимирович (46) — украинско-бельгийский шахматист, гроссмейстер (1999)[354].
- Меерзон, Владимир Яковлевич (97) — советский и российский детский писатель, поэт, актёр, сценарист и режиссёр детской редакции ЦТ СССР[355].
- Моррис, Джон, Барон Моррис оф Аберавон[англ.] (91) — британский политик, член парламента (1959—2001), государственный секретарь Уэльса (1974—1979)[356].
- Озолиня, Лилита Арвидовна (75) — советская и латвийская актриса, заслуженная артистка Латвийской ССР (1983)[357].
- Пейнтал, Гуфи[англ.] (78) — индийский актёр[358].
- Тополага, Виолетта Владимировна (88) — советский и российский театральный педагог, профессор кафедры актёрского мастерства ВГАИ (с 1974)[359].
- Торхов, Андрей Николаевич (67) — советский и российский актёр, заслуженный артист Российской Федерации (1998)[360].
- Турсун, Саттор[тадж.] (77) — таджикский писатель и литератор, народный писатель Таджикистана (1998)[361].
- Уличный, Милослав[чеш.] (80) — чешский писатель, поэт, переводчик[362].
- Ханссен, Роберт (79) — американский агент ФБР, осуждённый за шпионаж[363].
- Херберс, Вернер[нидерл.] (82) — нидерландский гобоист и дирижёр[364].
- Голубка, Иван Васильевич (27) — украинский военнослужащий, младший сержант, участник российско-украинской войны, Герой Украины (2024, посмертно); погиб в бою.

## 4 июня

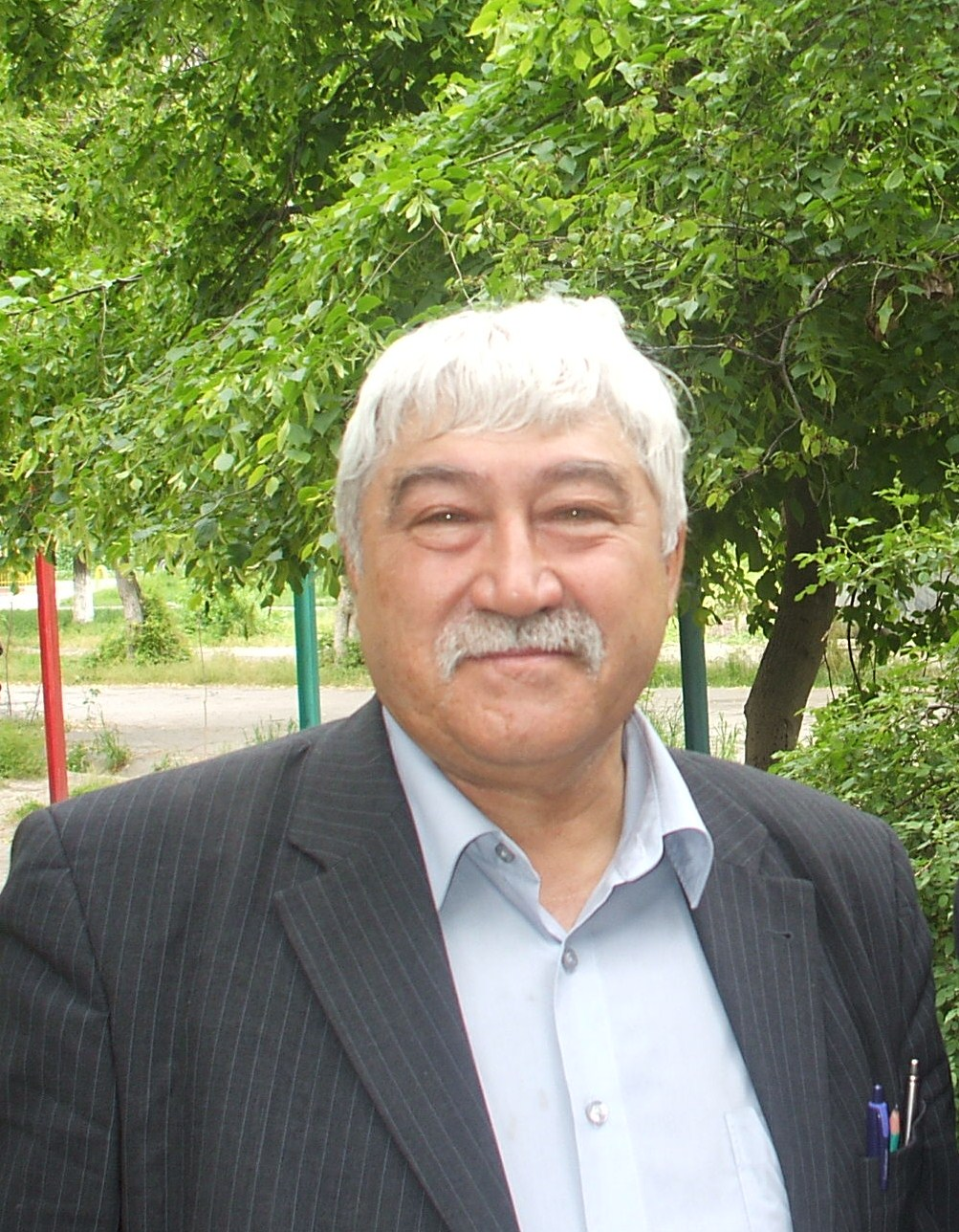
Виктор Бутанаев

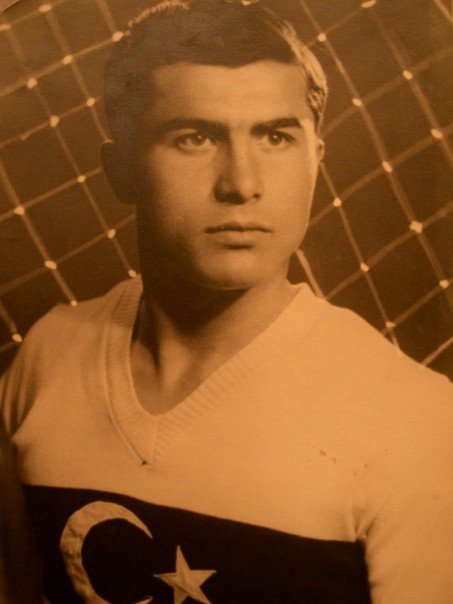
Юксель Гюндюз

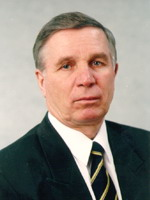
Леон Ковальский

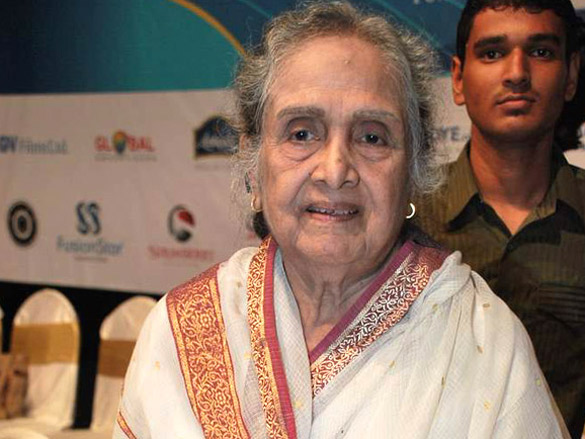
Сулочана Латкар

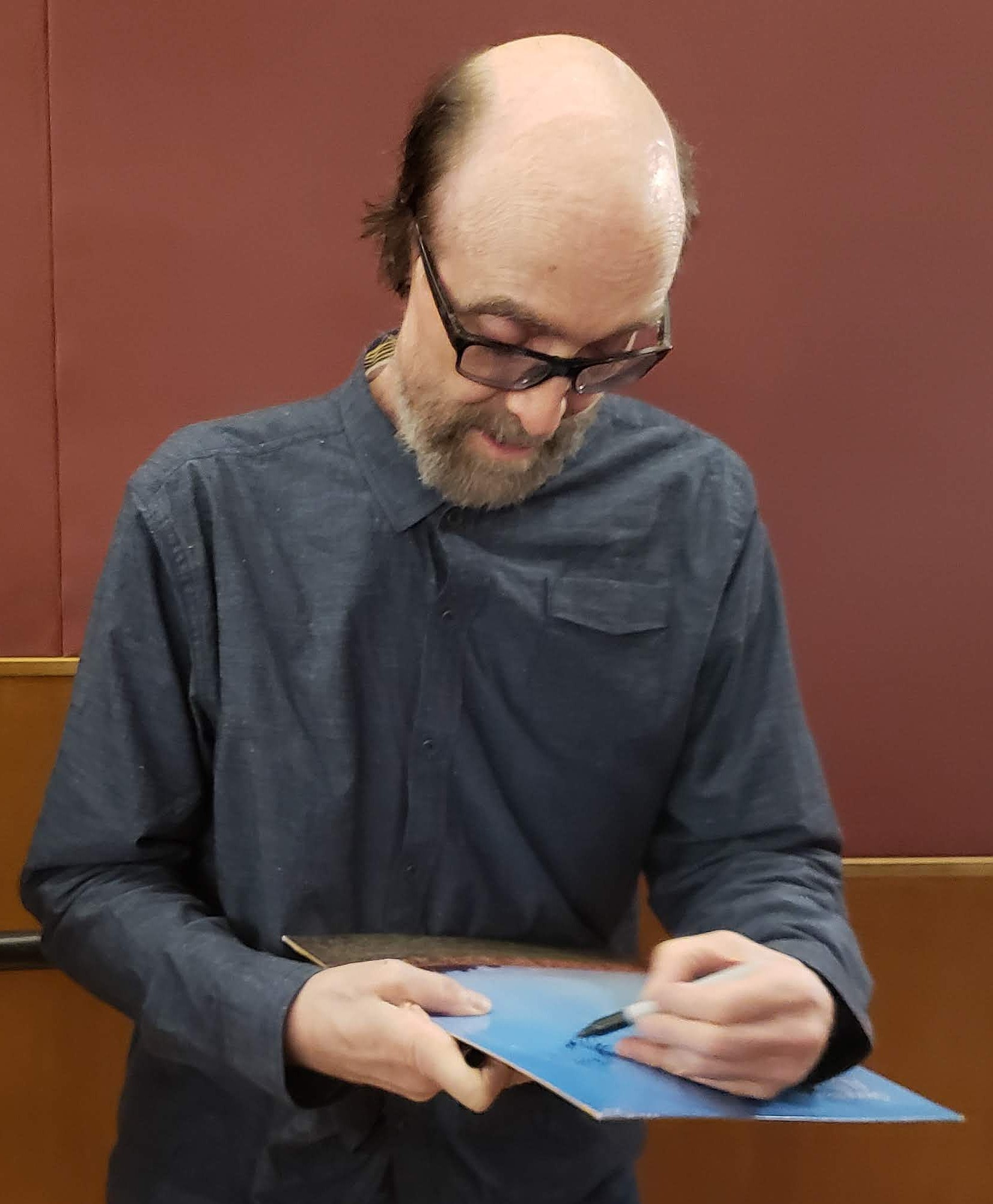
Джордж Уинстон

- Азми, Илиас[англ.] (88) — индийский политик, депутат Лок сабхи (1996—1997, 2004—2014)[365].
- Аль-Шаханба, Шарари[араб.] (80) — иорданский политик, министр сельского хозяйства (2004—2005), сенатор (2020—2022)[366].
- Арана, Мариано[исп.] (90) — уругвайский архитектор и политик, мэр Монтевидео (1995—2005)[367].
- Бутанаев, Виктор Яковлевич (77) — советский и российский этнограф, доктор исторических наук, профессор[368].
- Гюндюз, Юксель (85) — турецкий футболист[369].
- Дора Мария[исп.] (89) — мексиканская певица[370].
- Класа, Юзеф (91) — польский политик и дипломат[371].
- Ковальский, Леон Иосифович (83) — российский политик, председатель Самарской губернской думы (1994—2001)[372].
- Латкар, Сулочана (94) — индийская актриса[373].
- Пекуля, Мариус Сабин[рум.] (97) — румынский физик, действительный член Румынской академии (1993)[374].
- Пимошенко, Александр Петрович (87) — советский и российский специалист по судовым двигателям, ректор КВИМУ (1985—2006)[375].
- Поузар, Зденек (91) — чешский ботаник и миколог[376].
- Уинстон, Джордж (73) — американский пианист, лауреат премии «Грэмми»[377].
- Швайкерт, Рут (57) — швейцарская писательница[378].

## 3 июня

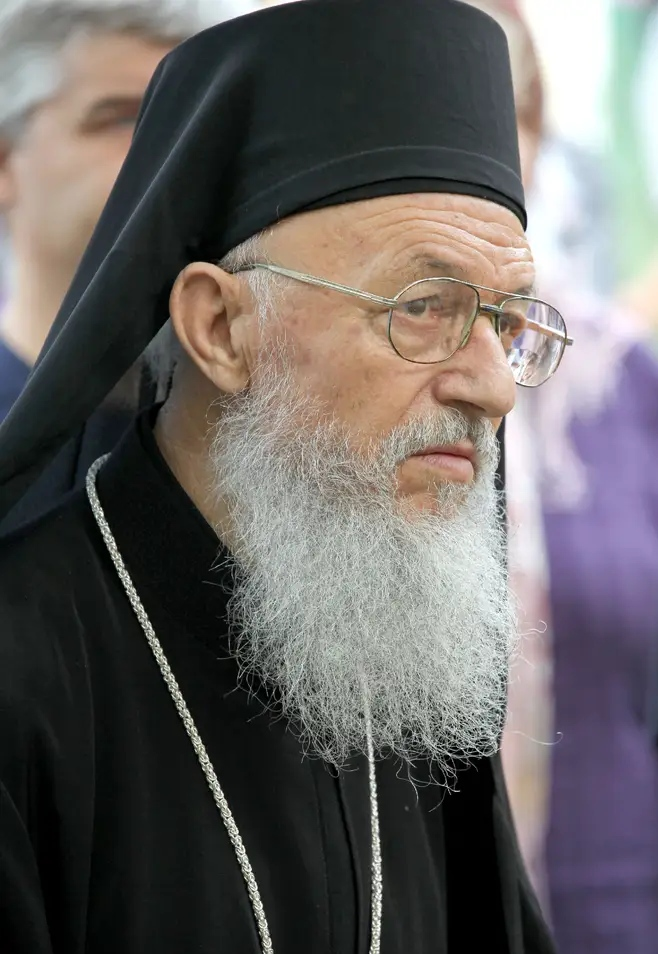
Дионисий (Пантелич)

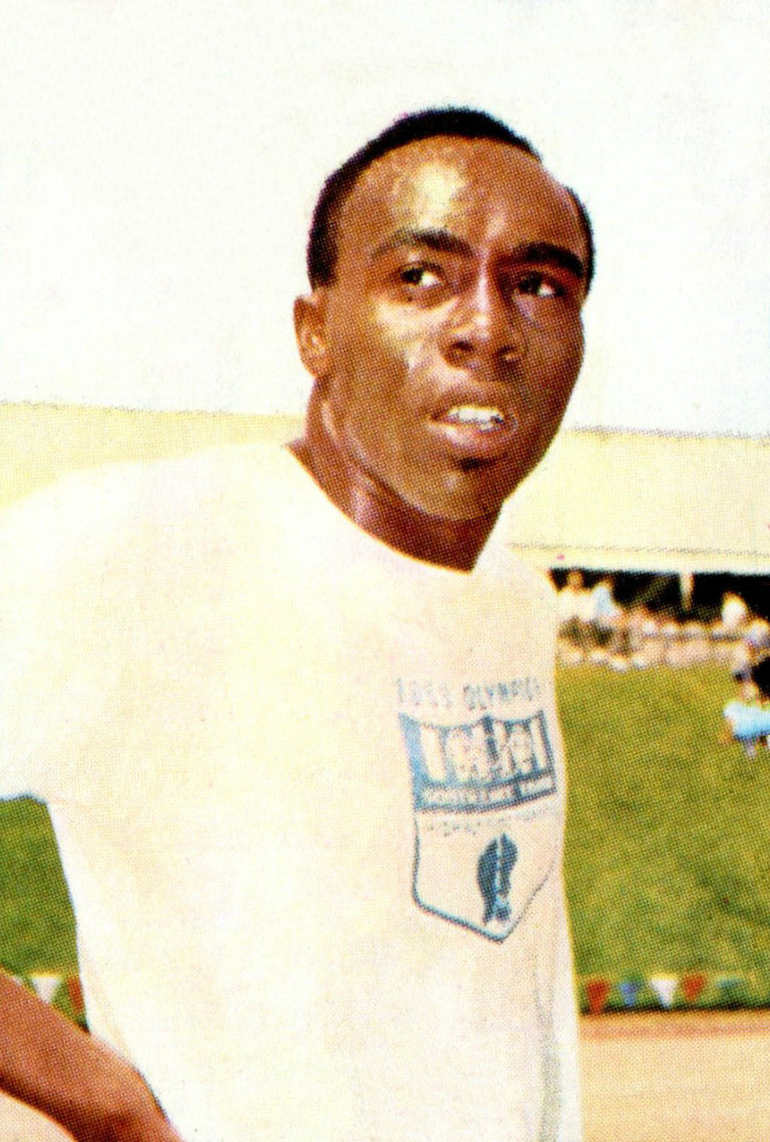
Джим Хайнс

- Джефри, Пол[англ.] (68) — британский актёр[379].
- Дионисий (Пантелич) (90) — архимандрит Сербской православной церкви, игумен монастыря Липовац (1974—2005)[380].
- Киштейни, Халид[араб.] (93) — иракский писатель и сатирик[381].
- Малеев, Александр Иванович (75) — советский гимнаст, серебряный призёр Олимпийских игр (1972)[382].
- О’Брайен, Конор, 18-й барон Инчикуин (79) — британский владелец ирландского пэрства[383].
- Осволд, Тотто[норв.] (81) — норвежский радиоведущий, лауреат премии Spellemannprisen (1973)[384].
- Регала, Джон (58) — филиппинский актёр[385].
- Сабато, Марио[исп.] (78) — аргентинский кинорежиссёр и сценарист[386].
- Хайнс, Джим (76) — американский легкоатлет, двукратный чемпион Олимпийских игр 1968 года в Мехико[387].
- Хусейн, Аамир Раза[англ.] (66) — индийский театральный актёр[388].
- Шихан, Майкл[англ.] (83) — американский католический прелат, архиепископ Санта-Фе (1993—2015)[389].
- Гусев, Андрей Валерьевич (42) — украинский военнослужащий, подполковник, участник российско-украинской войны, Герой Украины (2024, посмертно); погиб в бою.

## 2 июня

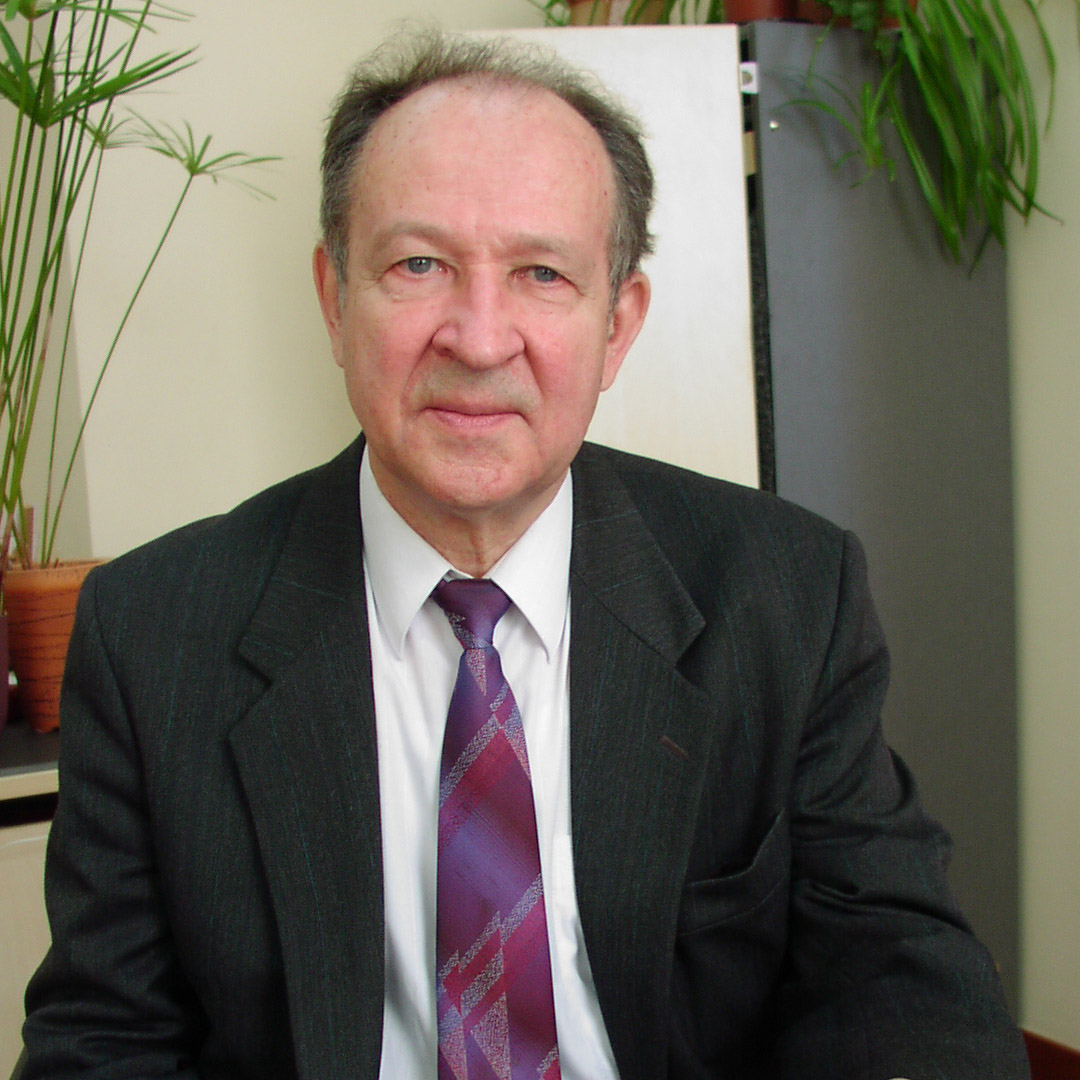
Юрий Красин

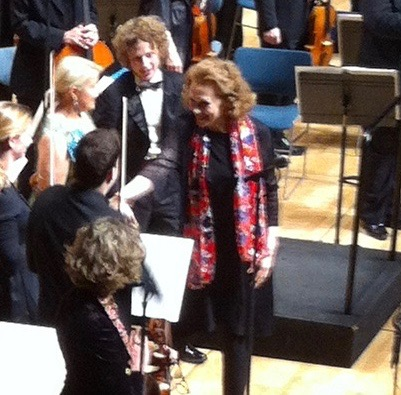
Кайя Саариахо

- Амин, Мухаммад Афсарул[англ.] (71) — бангладешский политик и государственный деятель, министр начального и массового образования и министр судоходства (2008—2013), депутат Национальной ассамблеи Бангладеш (с 2009)[390].
- Бондарев, Лев Григорьевич (90) — советский и российский конструктор-оружейник, лауреат Государственной премии СССР[391].
- Костаракос, Михаил (67) — офицер греческой армии, председатель военного комитета Европейского союза (2015—2018)[392].
- Красин, Юрий Андреевич (93) — советский и российский социолог и политолог, ректор ИОНа (1987—1991)[393].
- Маршалл, Уилли (91) — канадский хоккеист («Херши Бэрс», «Торонто Мейпл Лифс»)[394].
- Оттавиани, Акилле[итал.] (72) — итальянский журналист и политик, сенатор (1992—1994)[395].
- Плентин, Маркус (77) — британский актёр, режиссёр и продюсер[396].
- Розье, Жак[фр.] (96) — французский кинорежиссёр и сценарист[397].
- Саариахо, Кайя (70) — финский композитор[398].
- Такаяма, Юкико[яп.] (83) — японский сценарист[399].

## 1 июня

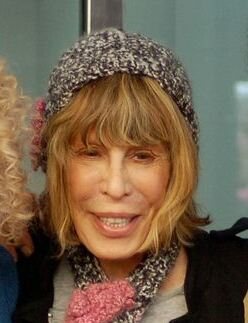
Синтия Вайль

- Бансявичюс, Рамутис Юозович (84) —советский и литовский учёный в области динамики прецизионных систем, доктор технических наук, академик АН Литвы (1998—2014; с 2014 года академик-эмеритус[1]); лауреат Государственной премии Литовской ССР (дважды — 1974, 1986)[400].
- Батайе, Майкл[англ.] (52) — американский киноактёр[401].
- Бейкер, Рональд[англ.] (85) — американский фольклорист[402].
- Большаков, Анатолий Иванович (92) — советский и молдавский хозяйственный деятель, депутат Верховного Совета СССР (1979—1989), Герой Социалистического Труда (1986)[403].
- Вайль, Синтия (82) — американский автор песен[404].
- Джонс, Дэвид[англ.] (83) — британский спринтер, бронзовый призёр летних Олимпийских игр (1960)[405].
- Карстенсен, Маргит (83) — немецкая актриса[406].
- Малинкин, Николай Анатольевич (75) — советский и российский актёр, заслуженный артист Российской Федерации (2001)[407].
- Маршан, Грегор[фр.] (55) — французский археолог[408].
- Мессоне, Педро[исп.] (88) — чилийский певец, композитор и актёр[409].
- Навалихин, Андрей Евгеньевич (61) — советский ватерполист («Спартак-Волгоград») (1980—1991)[410].
- Поццо ди Борго, Филипп[фр.] (72) — французский граф и бизнесмен, директор Pommery[411].
- Риго, Робер[фр.] (93) — французский скульптор[412].
- Хеккер, Герхарт[англ.] (89) — венгерский стайер, участник летних Олимпийских игр (1960)[413].